# Миграционный кризис, вызванный вторжением России на Украину
Кризис украинских беженцев — самый большой кризис беженцев и крупнейший миграционный кризис в мире в XXI веке. Продолжающийся масштабный кризис беженцев в Европе, вызванный начавшимся с 24 февраля 2022 года вторжением российских войск на Украину в рамках российско-украинской войны. Более 6,3 млн украинских беженцев были вынуждены бежать с Украины, ещё около 8 млн стали внутренне перемещёнными лицами. К 20 марта 2022 года свои дома на Украине покинули более десяти миллионов человек — примерно четверть всего населения страны. Из-за ограничения на выезд c Украины лиц мужского пола призывного возраста от 18 до 60 лет, 90 % украинских беженцев составляют женщины и дети. По данным ЮНИСЕФ, к 24 марта 2022 года более половины всех детей на Украине (примерно 7,5 млн) были вынуждены покинуть свои дома, из них примерно 1,8 млн стали беженцами в других странах.
Вторжение России на Украину вызвало крупнейший кризис с беженцами в Европе со времён Второй мировой войны и её последствий, первый такого типа кризис в Европе со времён югославских войн 1990-х годов, и крупнейший миграционный кризис в мире в XXI веке, с самым высоким уровнем бегства беженцев в мире.
Основными направлениями миграции беженцев являются соседние страны к западу от Украины: Россия, Польша, Румыния, Венгрия, Молдавия, Словакия, Чехия и Германия. При этом Польша приняла больше беженцев c Украины, чем все остальные соседние страны, вместе взятые (на 13 декабря 2022 года — более 8,2 млн). Некоторые беженцы затем двинулись дальше на запад: в другие европейские страны или за пределы ЕС. Часть переселенцев приняли Белоруссия и Россия (более 2,9 миллиона человек).

## Обзор миграционного кризиса
| Страны, принявшие более 10 тысяч украинских беженцев*                                 | Страны, принявшие более 10 тысяч украинских беженцев* | Страны, принявшие более 10 тысяч украинских беженцев* | Страны, принявшие более 10 тысяч украинских беженцев* | Страны, принявшие более 10 тысяч украинских беженцев* |
| Государство                                                                           |                                                       |                                                       | Число                                                 |                                                       |
| ------------------------------------------------------------------------------------- | ----------------------------------------------------- | ----------------------------------------------------- | ----------------------------------------------------- | ----------------------------------------------------- |
| Россия                                                                                |                                                       |                                                       | 2 852 395                                             |                                                       |
| Польша                                                                                |                                                       |                                                       | 1 529 355                                             |                                                       |
| Германия                                                                              |                                                       |                                                       | 1 021 667                                             |                                                       |
| Чехия                                                                                 |                                                       |                                                       | 467 862                                               |                                                       |
| Италия                                                                                |                                                       |                                                       | 173 231                                               |                                                       |
| Испания                                                                               |                                                       |                                                       | 156 753                                               |                                                       |
| Великобритания                                                                        |                                                       |                                                       | 147 800                                               |                                                       |
| Франция                                                                               |                                                       |                                                       | 118 994                                               |                                                       |
| Словакия                                                                              |                                                       |                                                       | 102 873                                               |                                                       |
| Румыния                                                                               |                                                       |                                                       | 98 103                                                |                                                       |
| Молдавия                                                                              |                                                       |                                                       | 98 027                                                |                                                       |
| Австрия                                                                               |                                                       |                                                       | 89 244                                                |                                                       |
| Нидерланды                                                                            |                                                       |                                                       | 79 250                                                |                                                       |
| Литва                                                                                 |                                                       |                                                       | 71 367                                                |                                                       |
| Швейцария                                                                             |                                                       |                                                       | 70 730                                                |                                                       |
| Эстония                                                                               |                                                       |                                                       | 63 850                                                |                                                       |
| Бельгия                                                                               |                                                       |                                                       | 62 181                                                |                                                       |
| Ирландия                                                                              |                                                       |                                                       | 58 511                                                |                                                       |
| Португалия                                                                            |                                                       |                                                       | 52 970                                                |                                                       |
| Болгария                                                                              |                                                       |                                                       | 51 516                                                |                                                       |
| Швеция                                                                                |                                                       |                                                       | 49 181                                                |                                                       |
| Финляндия                                                                             |                                                       |                                                       | 47 067                                                |                                                       |
| Турция                                                                                |                                                       |                                                       | 46 739                                                |                                                       |
| Латвия                                                                                |                                                       |                                                       | 43 592                                                |                                                       |
| Дания                                                                                 |                                                       |                                                       | 38 044                                                |                                                       |
| Норвегия                                                                              |                                                       |                                                       | 34 005                                                |                                                       |
| Венгрия                                                                               |                                                       |                                                       | 32 628                                                |                                                       |
| Черногория                                                                            |                                                       |                                                       | 31 122                                                |                                                       |
| Грузия                                                                                |                                                       |                                                       | 25 204                                                |                                                       |
| Сербия и Косово                                                                       |                                                       |                                                       | 22 716                                                |                                                       |
| Греция                                                                                |                                                       |                                                       | 20 955                                                |                                                       |
| Хорватия                                                                              |                                                       |                                                       | 19 403                                                |                                                       |
| Белоруссия                                                                            |                                                       |                                                       | 17 260                                                |                                                       |
| Республика Кипр                                                                       |                                                       |                                                       | 14 326                                                |                                                       |
| * Данные Управления Верховного комиссара ООН по делам беженцев на 6 декабря 2022 года |                                                       |                                                       |                                                       |                                                       |

Уже в первый день военных действий около 100 тыс. человек были вынуждены покинуть места проживания. 25 февраля 2022 года официальный представитель Управления Верховного комиссара ООН по делам беженцев Шабия Манту сообщила, что в некоторых регионах Украины заканчиваются медикаменты, топливо и наличные деньги, что может повлечь вынужденную эмиграцию до 5 миллионов человек. На третий день с начала российского вторжения Украину покинуло 368 тыс. жителей, на пятый — уже 600 тыс. Всего за первую неделю войны с Украины выехало более миллиона человек. К третьему дню вторжения Словакия из-за наплыва беженцев объявила на своей территории чрезвычайную ситуацию. Большинство эмигрировало в соседние страны, в особенности в Польшу, Молдавию и Румынию. Так, на 4 марта 2022 года украинско-польскую границу пересекла почти половина всех спасающихся от военных действий.
Количество беженцев может варьировать в разных источниках, а официальные данные — отличаться от фактического положения дел. В частности это связано с большим потоком украинских мигрантов, которые могут въезжать в некоторые страны без визы, а также отсутствием пограничного контроля внутри шенгенской зоны. До начала вторжения украинцы имели возможность находиться в странах ЕС до 90 дней, но позднее некоторые страны продлили этот период. Подавшие на статус защиты мигранты разных национальностей, ранее проживавшие на Украине, могут получить временный вид на жительство сроком на один год с возможностью продления.
Управление Верховного комиссара ООН по делам беженцев в начале марта предполагало, что всего с Украины к июлю переселятся более 4 миллионов человек. Из них 1,5 млн ожидались в Польше, по 250 тыс. — в Румынии и Венгрии, 100 тыс. — в Молдавии, 60 тыс. — Словакии. Однако только за первые 5 недель военного конфликта четверть населения Украины была вынуждена покинуть свои дома. И уже на 29 марта 2022 года из страны выехало более 4 млн человек, ещё 6,5 млн было перемещено внутри страны. Таким образом, этот миграционный кризис стал самым крупным переселением в европейском регионе со времён Второй мировой войны.
Так как украинское правительство в связи со всеобщей мобилизацией запретило отъезд c Украины лицам мужского пола в возрасте от 18 до 60 лет, большинство украинских беженцев составляют женщины и дети. К 3 марта 2022 года, по данным ООН, более 1 миллиона беженцев покинули территорию Украины. К 9 марта 2022 года, по данным детского фонда ООН (ЮНИСЕФ), более 1 миллиона детей покинули территорию Украины. К 24 марта 2022 года, по данным ЮНИСЕФ, уже более половины всех детей на Украине стали беженцами.
11 декабря 2022 года Financial Times отметил, что спустя 10 месяцев в отношении украинских беженцев тёплый приём меняется на усталость, поскольку европейцы испытывают давление растущей инфляции, а государственные бюджеты испытывают трудности. Совместное давление этих отдельных массовых перемещений человечества, совпавшее с растущим влиянием правых партий в нескольких государствах-членах, вернуло вопрос миграции на первое место в политической повестке дня ЕС. Были высказаны обвинения в двойных стандартах. Основатель сообщества по помощи беженцам Baobab Experience Андреа Коста назвал двойными стандартами тёплое общение Европы с украинскими беженцами на фоне холодного приёма прибывающим из других регионов. Правозащитник связал это с расизмом, приведя примеры из собственного опыта.

## Юридический статус
4 марта 2022 года Совет Европейского союза на заседании в Брюсселе проголосовал об активизации для жителей Украины Директивы о временной защите. Она применяется в исключительных случаях, чтобы предоставить немедленную и временную защиту лицам из стран, не входящих в ЕС, которые не могут вернуться в страну происхождения. Директива была принята в 2001 году, после трудностей, связанных с миграционным кризисом, вызванным югославскими войнами. Главной целью документа является обозначение правового статуса и механизма регуляции миграционного потока в случае массового притока беженцев в ЕС, чтобы не допустить перегрузки системы предоставления убежища. За более чем 20 лет своего существования директива была активизирована впервые из-за российского вторжения на Украину. Её действие распространяется на все государства Евросоюза, кроме Дании.
В рамках директивы жители Украины могут подавать на правовой статус перемещённых лиц, который отличается от статуса беженца. В случае предоставления временной защиты люди могут переехать в любую страну Европейского союза, в которую они хотят — например, если у них там есть родственники или знакомые. В случае подачи на беженство люди должны подавать прошения в той стране, границу которой они пересекли первой, без права её покидать до окончания рассмотрения заявки. Также статус временной защиты снимает ограничения на срок пребывания в странах Европейского союза. Украинским беженцам он был предоставлен на год, до весны 2024 года. Впоследствии его можно будет продлевать каждые полгода, однако максимум на три года. Если ситуация на Украине улучшится, то Еврокомиссия может предложить остановить действие директивы. Для свободного перемещения по Европе железнодорожные компании в нескольких странах, включая Германию и Австрию, разрешали украинским беженцам путешествовать поездом бесплатно.
Действие директивы распространяется на несколько основных категорий:
- граждан Украины, проживавших на её территории на 24 февраля 2022 года и вынужденных покинуть свои дома из-за вторжения российских войск;
- политических беженцев, проживающих на Украине;
- членов семей первых двух категорий;
- владельцев постоянного и временного вида на жительство на Украине, которые не могут вернуться на родину из соображений безопасности.

Статус временной защиты не предоставляется гражданам третьих стран, не имевших постоянного вида на жительство на Украине, если их родина считается безопасной.
Люди получают право на проживание и трудоустройство, социальную и медицинскую помощь, доступ к жилищному рынку. Украинцы могут претендовать на рабочие места, заниматься предпринимательством, посещать курсы повышения квалификации или новой профессии. Дети получают доступ к школьному образованию. Чтобы воспользоваться этими правами, жители Украины должны обратиться в местные органы власти той страны, в которой они находятся. После получение статуса о временной защиты они могут находиться в других странах шенгенской зоны не более 90 дней за каждый 180-дневный период. Пока продолжается война, статус о временной защите не аннулируется даже в случае, если граждане Украины принимают решение вернуться домой.
Также была создана рабочая группа по защите прав и свобод граждан Украины, находящихся на территории государств — членов ЕС и других государств в качестве временно перемещённых лиц.
Альтернативой к статусу временной защиты является официальный статус беженца, однако он отличается долгим сроком оформления — около 6 месяцев. Статус беженца предоставляет доступ к государственному обеспечению — обеспечением жилья, питания, средствами на жизнь. Однако права беженцев, по сравнению со статусом временно перемещённых, более ограничены — они не могут выбирать место проживания, не имеют права на трудоустройство в первые 6 месяцев в стране, многие документы могут изъять на время оформления документов.
Одной из главных правовых трудностей, с которой столкнулись беженцы, стала потенциальная необходимость уплаты налогов — по законам ЕС, резиденты страны становятся налогообязанными при проживании в ней более 180 дней в году. 19 августа 2022 года правительство Украины направило письмо в налоговые ведомства и правительства стран Евросоюза с просьбой не применять к украинцам правила об уплате налогов, чтобы налог на прибыль, налог на доходы физических лиц и налоги с деятельности ФЛП продолжить уплачивать в бюджет Украины.
В США для размещения беженцев была запущена программа «Объединяемся для Украины» для помощи украинцам в получении временного убежища и временного статуса в США. По условиям программы украинские беженцы должны были проживать на территории Украины по состоянию на 11 февраля 2022 года, иметь финансового спонсора в стране, подтвердить наличие требуемых прививок, пройти строгий биометрический и биографический скрининг, а также проверку безопасности. Тем, кто будет соответствовать этим требованиям, выдадут разрешение на въезд в США и временный статус сроком до 2 лет, который даст право на работу в стране. Срок временного статуса будет определяться отдельно в каждом конкретном случае.

## Проживание и помощь
Соучредитель Airbnb и два других чиновника направили письма европейским лидерам стран, которые имеют общую границу с Украиной, предлагая компаниям помощь во временном размещении беженцев. Схема будет финансироваться за счёт пожертвований, сделанных через сайт Refugee Fund и при поддержке хостов на платформе. Такие организации, как ЮНИСЕФ, Агентство ООН по делам беженцев, «Международный комитет спасения», Объединённый украинско-американский комитет помощи и другие начали принимать денежные пожертвования для помощи беженцам и пострадавшим от кризиса. Другие, такие как «The Kyiv Independent», начали кампании GoFundMe по сбору денег для конкретных целей или призывали к пожертвованию физических предметов физическим лицам. Турция обеспечивает горячим питанием внутренних переселенцев во Львове.

## Здравоохранение
The Lancet говорит о значительном числе инфекционных заболеваний, высокой детской смертности и низком уровне вакцинированности, характерных для Украины, и призывает учитывать это при планировании мер медицинской помощи.
По данным New York Times, ещё перед вторжением страна столкнулась с эпидемиями ВИЧ, туберкулёза и гепатита.
ВОЗ заявила о том, что гепатит — ключевая проблема для здравоохранения Украины, и порекомендовала проводить вакцинацию беженцев.
Организация также призвала европейские страны организовать для беженцев вакцинацию от кори, краснухи, полиомиелита и COVID-19.

## Страны

### Соседние страны
В докладе благотворительной организации World Vision заявляется, что украинские беженцы могут стать жертвами растущей напряжённости в принимающих их странах и в наибольшей степени это коснётся соседних с Украиной стран. Отмечается, что обычно напряжённость в подобных случаях возникает из-за конкуренции за работу, жильё или услуги, что вызывает недовольство у местных жителей. Другим источником конфликтов обычно становится приоритет в оказании помощи беженцам по сравнению с местными сообществами со стороны международных организаций, а также культурные или религиозные различия.
| Дата                  | Всего    | Польша  | Румыния  | Молдавия | Венгрия  | Словакия | Россия   | Белоруссия |
| --------------------- | -------- | ------- | -------- | -------- | -------- | -------- | -------- | ---------- |
| 17 марта 2022 года    | 3,16 млн | 1,9 млн | 500 тыс. | 350 тыс. | 280 тыс. | 230 тыс. | 170 тыс. | —          |
| 18 марта 2022 года    | 3,3 млн  | 2 млн   | 518 тыс. | 359 тыс. | 299 тыс. | 240 тыс. | 185 тыс. | 2 тыс.     |
| 19 марта 2022 года    | 3,4 млн  | 2,1 млн | 527 тыс. | 363 тыс. | 306 тыс. | 246 тыс. | 185 тыс. | 2,5 тыс.   |
| 20 марта 2022 года    | 3,5 млн  | 2,1 млн | 535 тыс. | 365 тыс. | 312 тыс. | 250 тыс. | 232 тыс. | 3,7 тыс.   |
| 21 марта 2022 года    | 3,6 млн  | 2,1 млн | 543 тыс. | 368 тыс. | 318 тыс. | 254 тыс. | 252 тыс. | 4,3 тыс.   |
| 22 марта 2022 года    | 3,6 млн  | 2,1 млн | 555 тыс. | 371 тыс. | 324 тыс. | 257 тыс. | 271 тыс. | 4,9 тыс.   |
| 23 марта 2022 года    | 3,7 млн  | 2,2 млн | 564 тыс. | 374 тыс. | 331 тыс. | 260 тыс. | 271 тыс. | 5,5 тыс.   |
| 24 марта 2022 года    | 3,7 млн  | 2,2 млн | 573 тыс. | 377 тыс. | 337 тыс. | 264 тыс. | 271 тыс. | 6,3 тыс.   |
| 25 марта 2022 года    | 3,8 млн  | 2,2 млн | 580 тыс. | 380 тыс. | 343 тыс. | 268 тыс. | 271 тыс. | 6,3 тыс.   |
| 26 марта 2022 года    | 3,8 млн  | 2,3 млн | 587 тыс. | 381 тыс. | 349 тыс. | 272 тыс. | 271 тыс. | 6,3 тыс.   |
| 27 марта 2022 года    | 3,9 млн  | 2,3 млн | 596 тыс. | 384 тыс. | 354 тыс. | 272 тыс. | 271 тыс. | 9,1 тыс.   |
| 28 марта 2022 года    | 3,9 млн  | 2,3 млн | 602 тыс. | 385 тыс. | 359 тыс. | 278 тыс. | 271 тыс. | 9,9 тыс.   |
| 29 марта 2022 года    | 4 млн    | 2,3 млн | 609 тыс. | 387 тыс. | 365 тыс. | 281 тыс. | 351 тыс. | 11 тыс.    |
| 30 марта 2022 года    | 4,1 млн  | 2,4 млн | 617 тыс. | 389 тыс. | 369 тыс. | 284 тыс. | 351 тыс. | 12 тыс.    |
| 31 марта 2022 года    | 4,1 млн  | 2,4 млн | 624 тыс. | 390 тыс. | 375 тыс. | 292 тыс. | 351 тыс. | 12 тыс.    |
| 1 апреля 2022 года    | 4,1 млн  | 2,4 млн | 630 тыс. | 392 тыс. | 380 тыс. | 295 тыс. | 351 тыс. | 13 тыс.    |
| 2 апреля 2022 года    | 4,2 млн  | 2,4 млн | 636 тыс. | 393 тыс. | 386 тыс. | 298 тыс. | 351 тыс. | 13 тыс.    |
| 3 апреля 2022 года    | 4,2 млн  | 2,5 млн | 643 тыс. | 395 тыс. | 390 тыс. | 301 тыс. | 351 тыс. | 15 тыс.    |
| 5 апреля 2022 года    | 4,3 млн  | 2,5 млн | 655 тыс. | 399 тыс. | 399 тыс. | 302 тыс. | 351 тыс. | 17 тыс.    |
| 6 апреля 2022 года    | 4,3 млн  | 2,5 млн | 663 тыс. | 402 тыс. | 404 тыс. | 305 тыс. | 351 тыс. | 18 тыс.    |
| 7 апреля 2022 года    | 4,4 млн  | 2,5 млн | 671 тыс. | 404 тыс. | 409 тыс. | 308 тыс. | 374 тыс. | 19 тыс.    |
| 8 апреля 2022 года    | 4,4 млн  | 2,6 млн | 678 тыс. | 407 тыс. | 414 тыс. | 311 тыс. | 390 тыс. | 19 тыс.    |
| 9 апреля 2022 года    | 4,5 млн  | 2,6 млн | 686 тыс. | 411 тыс. | 419 тыс. | 314 тыс. | 404 тыс. | 19 тыс.    |
| 10 мая 2022 года      | 6 млн    | 3,3 млн | 890 тыс. | 458 тыс. | 578 тыс. | 407 тыс. | 772 тыс. | 27 тыс.    |
| 11 мая 2022 года      | 6 млн    | 3,3 млн | 896 тыс. | 460 тыс. | 583 тыс. | 410 тыс. | 785 тыс. | 27 тыс.    |
| 12 мая 2022 года      | 6,1 млн  | 3,3 млн | 902 тыс. | 461 тыс. | 589 тыс. | 412 тыс. | 800 тыс. | 27 тыс.    |
| 13 мая 2022 года      | 6,1 млн  | 3,3 млн | 902 тыс. | 462 тыс. | 595 тыс. | 415 тыс. | 800 тыс. | 27 тыс.    |
| 15 мая 2022 года      | 6,2 млн  | 3,4 млн | 920 тыс. | 463 тыс. | 606 тыс. | 422 тыс. | 838 тыс. | 27 тыс.    |
| 16 мая 2022 года      | 6,3 млн  | 3,4 млн | 925 тыс. | 464 тыс. | 610 тыс. | 424 тыс. | 851 тыс. | 27 тыс.    |
| 17 мая 2022 года      | 6,3 млн  | 3,4 млн | 930 тыс. | 465 тыс. | 615 тыс. | 427 тыс. | 863 тыс. | 27 тыс.    |
| 18 мая 2022 года      | 6,4 млн  | 3,4 млн | 937 тыс. | 466 тыс. | 621 тыс. | 430 тыс. | 876 тыс. | 27 тыс.    |
| 19 мая 2022 года      | 6,4 млн  | 3,4 млн | 943 тыс. | 468 тыс. | 627 тыс. | 433 тыс. | 888 тыс. | 27 тыс.    |
| 20 мая 2022 года      | 6,4 млн  | 3,5 млн | 943 тыс. | 469 тыс. | 633 тыс. | 436 тыс. | 888 тыс. | 27 тыс.    |
| 22 мая 2022 года      | 6,6 млн  | 3,5 млн | 961 тыс. | 471 тыс. | 644 тыс. | 442 тыс. | 920 тыс. | 27 тыс.    |
| 23 мая 2022 года      | 6,6 млн  | 3,5 млн | 966 тыс. | 472 тыс. | 649 тыс. | 444 тыс. | 932 тыс. | 27 тыс.    |
| 24 мая 2022 года      | 6,6 млн  | 3,5 млн | 972 тыс. | 474 тыс. | 655 тыс. | 447 тыс. | 945 тыс. | 27 тыс.    |
| 25 мая 2022 года      | 6,7 млн  | 3,5 млн | 978 тыс. | 475 тыс. | 660 тыс. | 450 тыс. | 958 тыс. | 29 тыс.    |
| 26 мая 2022 года      | 6,7 млн  | 3,6 млн | 984 тыс. | 476 тыс. | 666 тыс. | 452 тыс. | 971 тыс. | 30 тыс.    |
| 27 мая 2022 года      | 6,7 млн  | 3,6 млн | 989 тыс. | 478 тыс. | 671 тыс. | 455 тыс. | 971 тыс. | 30 тыс.    |
| 29 мая 2022 года      | 6,8 млн  | 3,6 млн | 989 тыс. | 480 тыс. | 683 тыс. | 461 тыс. | 971 тыс. | 30 тыс.    |
| 1 июня 2022 года      | 7 млн    | 3,7 млн |          | 483 тыс. | 698 тыс. | 466 тыс. |          |            |
| 7 июня 2022 года      | 7,3 млн  | 3,8 млн |          | 491 тыс. | 731 тыс. | 484 тыс. |          |            |
| 9 июня 2022 года      | 7,4 млн  | 3,9 млн |          | 494 тыс. | 742 тыс. | 487 тыс. |          |            |
| 13 июня 2022 года     | 7,5 млн  | 4 млн   |          | 499 тыс. | 764 тыс. | 501 тыс. |          |            |
| 17 июня 2022 года     | 7,7 млн  | 4 млн   |          | 503 тыс. | 783 тыс. | 510 тыс. |          |            |
| 21 июня 2022 года     | 8 млн    | 4,1 млн |          | 508 тыс. | 815 тыс. | 526 тыс. |          |            |
| 28 июня 2022 года     | 8,4 млн  | 4,3 млн |          | 515 тыс. | 861 тыс. | 548 тыс. |          |            |
| 5 июля 2022 года      | 8,8 млн  | 4,5 млн |          | 524 тыс. | 905 тыс. | 570 тыс. |          |            |
| 12 июля 2022 года     | 9,1 млн  | 4,6 млн |          | 532 тыс. | 950 тыс. | 589 тыс. |          |            |
| 19 июля 2022 года     | 9,6 млн  | 4,8 млн |          | 541 тыс. | 996 тыс. | 610 тыс. |          |            |
| 25 июля 2022 года     | 9,9 млн  | 4,9 млн |          | 548 тыс. | 1 млн    | 626 тыс. |          |            |
| 26 июля 2022 года     | 9,9 млн  | 4,9 млн |          | 549 тыс. | 1 млн    | 628 тыс. |          |            |
| 2 августа 2022 года   | 10,4 млн | 5,1 млн |          | 557 тыс. | 1,1 млн  | 649 тыс. |          |            |
| 8 августа 2022 года   | 10,6 млн | 5,2 млн |          | 558 тыс. | 1,1 млн  | 666 тыс. |          |            |
| 16 августа 2022 года  | 11,2 млн | 5,4 млн | 1 млн    | 573 тыс. | 1,2 млн  | 690 тыс. |          | 16,7 тыс.  |
| 23 августа 2022 года  | 11,5 млн | 5,6 млн | 1 млн    | 586 тыс. | 1,2 млн  | 714 тыс. |          | 16,7 тыс.  |
| 30 августа 2022 года  | 12 млн   | 5,8 млн | 1,1 млн  | 592 тыс. | 1,3 млн  | 737 тыс. |          | 16,7 тыс.  |
| 6 сентября 2022 года  | 12,3 млн | 6 млн   | 1,2 млн  | 601 тыс. | 1,3 млн  | 758 тыс. |          | 16,7 тыс.  |
| 13 сентября 2022 года | 12,7 млн | 6,1 млн | 1,2 млн  | 607 тыс. | 1,4 млн  | 778 тыс. |          | 16,7 тыс.  |
| 20 сентября 2022 года | 13,1 млн | 6,3 млн | 1,2 млн  | 619 тыс. | 1,4 млн  | 798 тыс. |          | 16,7 тыс.  |
| 4 октября 2022 года   | 13,8 млн | 6,6 млн | 1,2 млн  | 644 тыс. | 1,5 млн  | 836 тыс. |          | 16,7 тыс.  |
| 11 октября 2022 года  | 14 млн   | 6,8 млн | 1,3 млн  | 654 тыс. | 1,5 млн  | 852 тыс. |          | 16,7 тыс.  |
| 25 октября 2022 года  | 14,6 млн | 7,1 млн | 1,4 млн  | 670 тыс. | 1,6 млн  | 852 тыс. |          | 16,7 тыс.  |
| 1 ноября 2022 года    | 14,6 млн | 7,3 млн | 1,5 млн  | 678 тыс. | 1,7 млн  | 901 тыс. |          | 16,7 тыс.  |
| 22 ноября 2022 года   | 15,6 млн | 7,6 млн | 1,6 млн  | 698 тыс. | 1,8 млн  | 954 тыс. |          | 16,7 тыс.  |
| 29 ноября 2022 года   | 15,9 млн | 7,9 млн | 1,6 млн  | 707 тыс. | 1,8 млн  | 971 тыс. |          | 16,7 тыс.  |
| 13 декабря 2022 года  | 16,3 млн | 8,2 млн | 1,7 млн  | 721 тыс. | 1,9 млн  | 1 млн    | 2,9 млн  | 17,3 тыс.  |

#### Польша
К возможности нападения России на Украину польское правительство начало готовиться ещё в середине февраля: 15-го числа региональным властям было предписано распланировать меры по приёму до 1 млн беженцев. Сразу после начала наступления российских войск были открыты восемь пунктов приёма мигрантов вдоль границы с Украиной. Уже на следующий день, 25 февраля, польские погранпункты пересекли минимум 30 тыс. человек, около половины из них заявили, что бегут от войны. 26 февраля количество выезжающих с Украины в Польшу составляло уже 150 тыс. человек. На конец февраля СМИ сообщали о минимум 1 млн украинцев, застрявших у пограничных переходов в ожидании возможности въехать в Польшу. Хотя польские власти облегчили правила и разрешили въезд по любому удостоверяющему личность документу, ожидание могло составлять от нескольких часов до нескольких дней в тяжёлых погодных условиях. Председатель Европейского совета во время посещения одного из пограничных пунктов в начале марта отмечал, что польские службы работают над обеспечением безопасности «без какой-либо дискриминации», а информацию о расизме со стороны украинских и польских военнослужащих назвал «российской пропагандой».

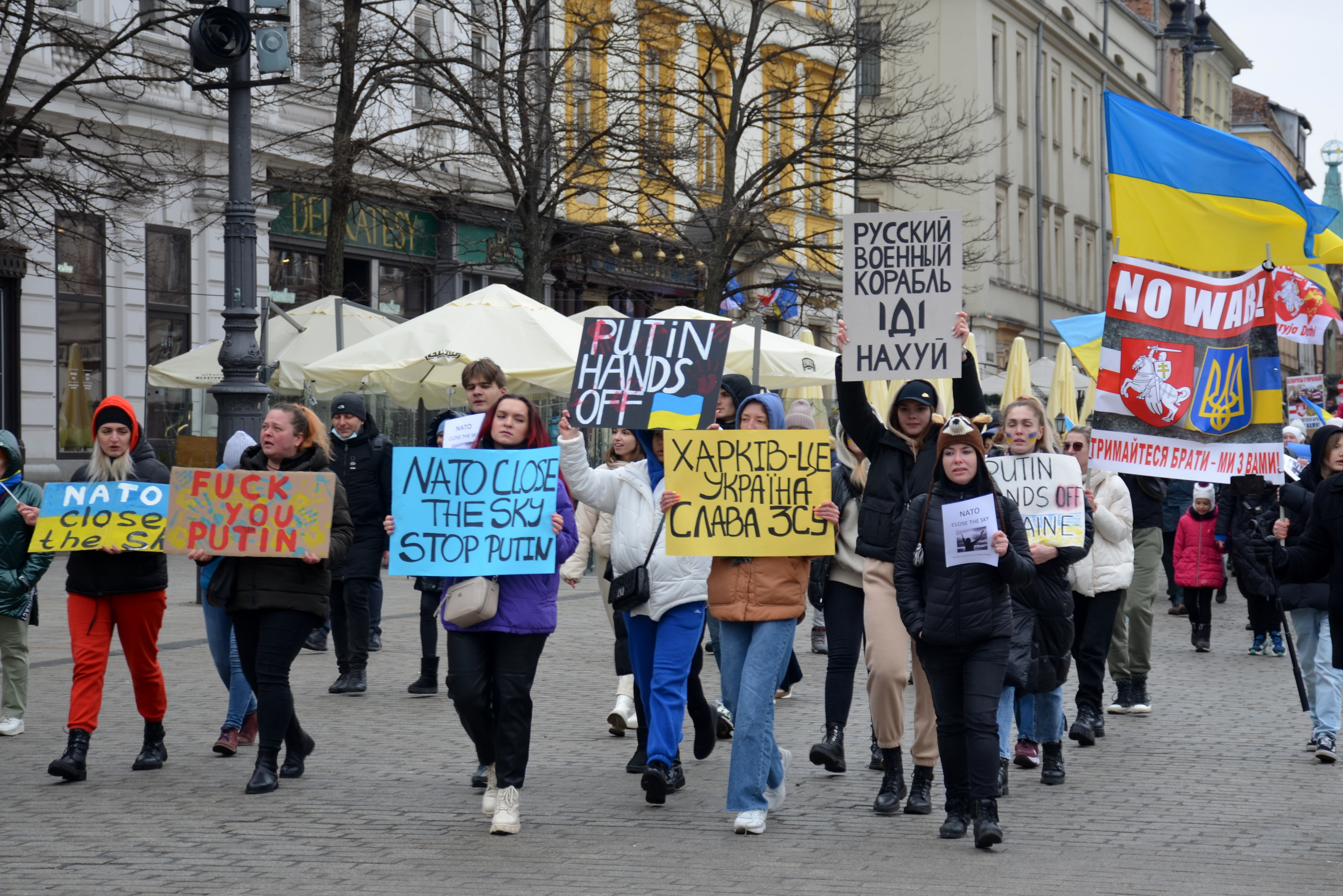
Протестующие украинцы в феврале 2022

Всего за месяц с начала военных действий в Польшу со стороны Украины въехало более 2 млн переселенцев. Для них были организованы приюты и центры помощи в приграничных и крупных городах страны, также была запущена онлайн-платформа для упрощённой подачи заявки на защиту. Активную поддержку беженцам оказывали волонтёры и неправительственные организации. Жители страны, согласившиеся принять у себя мигрантов, могли рассчитывать на суточную компенсацию, а беженцы, оформившие польский налоговый номер, — на денежное вознаграждение от государства. В среднем, местное самоуправление ежедневно выдавало почти 16 тыс. налоговых документов за один рабочий день. С 1 июля 2022 года государство остановило программу поддержки поляков, размещающих у себя украинских беженцев.

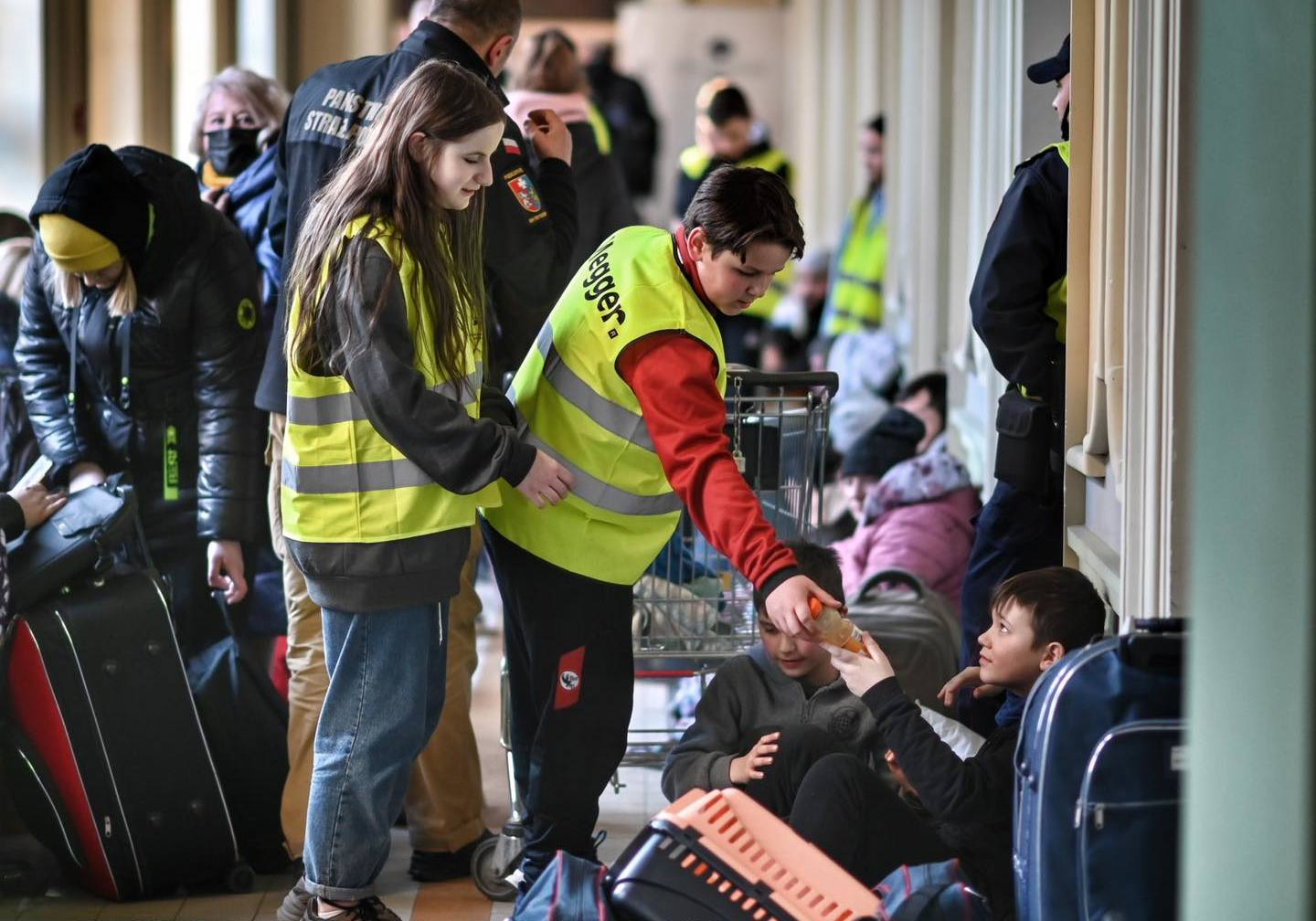
Волонтёрская помощь на железнодорожной станции в Польше в феврале 2022

Польские школы готовились принять более 75 тыс. новых учеников, зарегистрировавшихся в национальной системе образования. При этом на 20 марта только в Варшаве были зарегистрированы 9 тыс., и это число ежедневно увеличивалось примерно на 1 тыс. По прогнозам министра образования и науки страны Пшемыслава Чарнека, общее число новых студентов разного уровня может достичь 700 тыс., к чему польская система образования не готова. Нагрузка на систему здравоохранения страны может увеличиться на 10 % из-за украинских пациентов, в частности требующих психологической поддержки.
По данным ООН, по состоянию на 15 августа 2022 года украинско-польскую границу пересекло 5 269 285 человек. Основная волна миграции пришлась на конец февраля-начало апреля. Многие люди решили не останавливаться в Польше, а продолжить свой путь в другие европейские страны. Согласно исследованию Unia Metropolii Polskich, в апреле в Польше находилось 3,85 млн украинцев, включая как беженцев, так и ранее обосновавшихся здесь людей. В конце мая это число сократилось до 3,37 млн человек. По состоянию на 25 апреля в статусе беженцев в Польше было зарегистрировано чуть больше миллиона человек. Из них, по словам министра семьи и социальной политики Марлены Малонг, к июлю на работу вышли около 300 тысяч человек. По оценкам Bloomberg, польская экономика может значительно выиграть от наплыва новой рабочей силы. В июле показатель безработицы в стране опустился до рекордного уровня в 4,9 %.

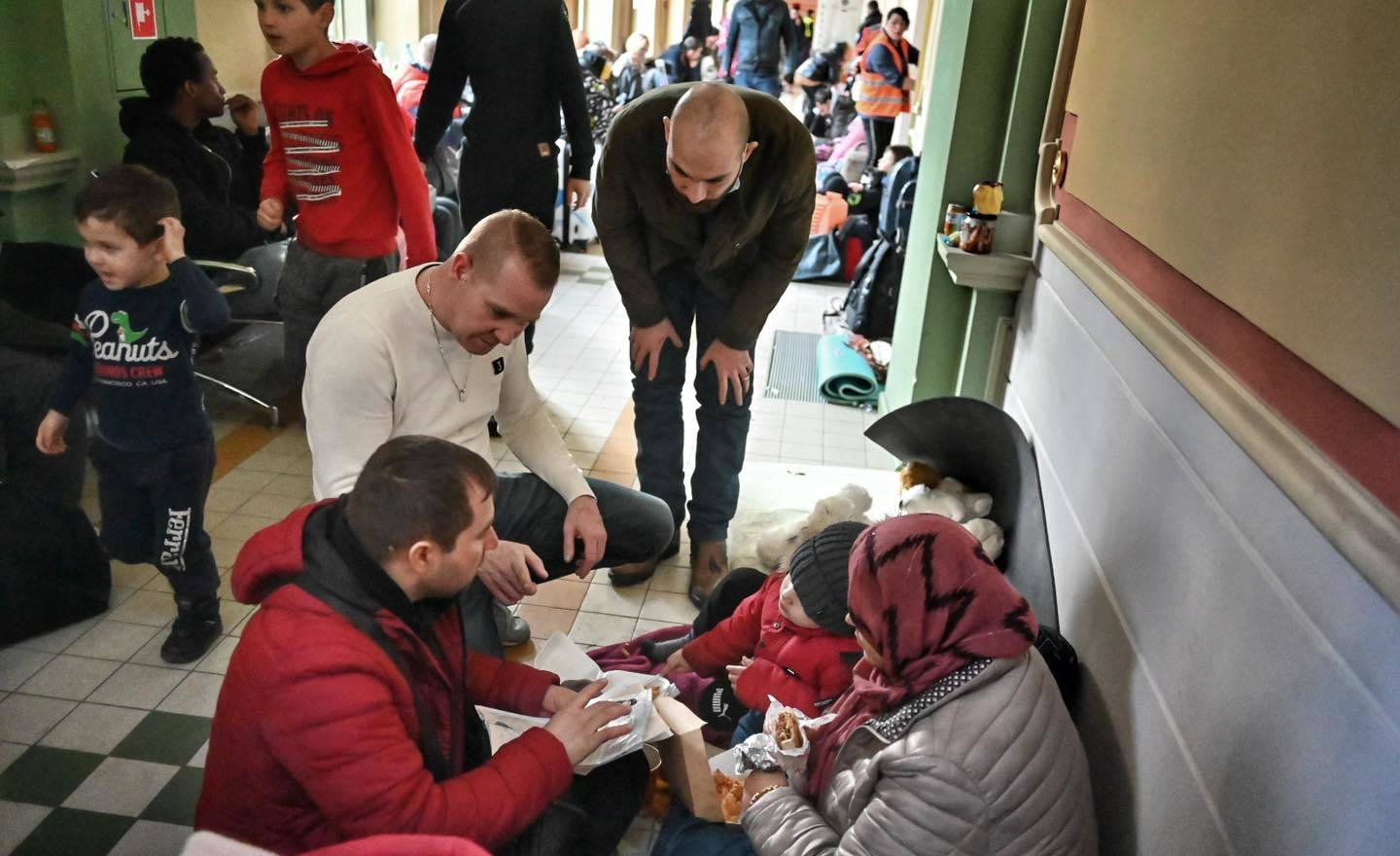
Волонтёры помогают беженцам на польском вокзале, февраль 2022

Основным пунктом направления переселенцев являлась Варшава, куда прибывало примерно 10 % всех пересекающих границу. В первой половине марта 2022-го мэр столицы был вынужден просить международной поддержки, так как власти с трудом справлялись с миграционным кризисом. Власти страны также обращались к международному сообществу за финансовой помощью из-за наплыва мигрантов. По оценкам Польского экономического института, на помощь украинским беженцам правительство выделило 3,4 млрд $, а частные лица за первые три месяца войны потратили около 2,1 млрд $.
Европейские политики и общественность признавали вклад Польши в решение конфликта и заявляли о намерении помочь её властям. К примеру, они планировали высвободить 3,4 млрд евро, предназначенных для социальных расходов в 2022 году, что позволит приграничным к Украине странам получить дополнительные средства. Тем не менее, в начале апреля польские политики назвали усилия ЕС недостаточными для решения долгосрочных проблем. В апреле стало известно, что Европейский союз выделит Польше из фонда REACT-EU 59 млн € на помощь беженцам c Украины. В мае стало известно, что Европейская комиссия выделит Польше ещё 144,6 млн €.
В июле эксперт ООН по правам мигрантов заявил о «двойных стандартах» Польши по отношению к разным типам беженцев c Украины. В то время как украинские женщины и дети получили полный доступ к здравоохранению, образованию и общественным услугам страны, многие ранее проживавшие на Украине граждане третьих стран столкнулись с дискриминацией.
14 августа Financial Times рассказала про «усталость от беженцев», усилившуюся в Польше: в течение двух месяцев доля тех, кто покупал товары для беженцев, упала с 51 % до 39 %, а тех, кто делал пожертвования наличными, — c 46 % до 33 %. Также снижается число желающих стать волонтёрами. Польские власти прекратили некоторые субсидии для беженцев — отменена субсидия для поляков, принимающих украинцев и бесплатный проезд на общественном транспорте для беженцев. Издание сообщило, что массовый приток украинцев в Варшаву привёл к резкому росту арендной платы, в июне средние цены на аренду квартир повысились примерно на 24-32 % по сравнению с прошлым годом. Издание рассказало также о недовольстве местного населения «привилегированным» статусом беженцев c Украины и попытках ультраправых партий воспользоваться этим. По оценке издания, снижение поддержки происходит в том числе из-за того, что польские домохозяйства сами сталкиваются с экономическими трудностями. Отмечено, что в стране один из самых высоких уровней инфляции в Европе, составивший в июле 2022 года 15,6 %, проблема частично обусловлена войной на Украине.
По данным ООН, по состоянию на 23 августа украинско-польскую границу пересекли около 5 625 142 человека. При этом в стране официально в статусе беженца зарегистрированы 1 338 339 человек.
29 ноября канцелярия премьер-министра Польши заявила, что правительство хочет, чтобы украинские беженцы начали платить за часть предоставляемого государством жилья и продуктов питания. Было отмечено, что Совет министров подготовил соответствующий законопроект, планируется что он будет легко принят в парламенте.
Согласно новому закону, с украинских граждан, проживающих в "центрах коллективного размещения, будет взиматься плата в размере 50 % от стоимости жилья, до 8,83 доллара США в день на человека, в случае, если они находятся в Польше более 120 дней. С беженцев, которые остаются в стране более 180 дней, будет взиматься плата в размере 75 % стоимости жилья, до 13,25 доллара США в день на человека.
К декабрю 2022 года польские власти отменили многие из прямых субсидий, изначально предоставлявшиеся украинцам, в том числе бесплатный доступ к общественному транспорту и единовременный платёж в размере 300 злотых (67 долларов США), на который претендовали более 1 млн зарегистрированных украинцев. С марта беженцы, находящиеся в Польше более 120 дней, должны будут оплатить 50 % стоимости любого жилья, предоставленного государством.

#### Румыния
22 февраля 2022 года министр обороны Румынии Василе Дынку заявил, что в случае чрезвычайной ситуации страна сможет принять более 500 тыс. беженцев. Хотя ответственные организации отмечали, что инфраструктуры страны недостаточно для такого потока мигрантов. По их оценкам, временные лагеря страны были рассчитаны на 2500 мест, хотя в ряде регионов они могли были быть «созданы в течение нескольких часов». Первые мигранты прибыли в Румынию с началом российской атаки на Украину. В середине марта сообщалось, что румынскую границу пересекли около 460 тыс. беженцев, из них около 17 % остались в стране. Власти Румынии также оказывали поддержку соседней Молдавии, переселяя беженцев на свою территорию.
Большинство украинских беженцев размещается в квартирах и домах, предлагаемых на безвозмездной основе румынами. С начала войны правительство объявило о ряде гуманитарных, социальных и экономических мер по поддержке беженцев — от субсидирования проживания и питания до бесплатного транспорта и гуманитарной помощи. Каждому беженцу полагалось выделять на еду и жильё около 14 € (70 румынских лей) в день. Однако на конец апреля деньги так и не выплачивались.
Согласно выпущенному в августе отчёту CNN, беженцы-цыгане, спасающиеся от войны на Украине, часто сталкиваются с дискриминацией и предрассудками в Румынии, Чехии и Молдавии. Их регулярно обвиняют в том, что они не украинцы, изолируют в некачественных жилых помещениях, предоставляют неправильную правовую информацию. Так, в апреле группе беженцев-цыган отказали в еде в пункте гуманитарной помощи в Бухаресте и выгнали из заведения за то, что они «шумели» и «слишком много ели».
7 мая 2022 года первая леди США Джилл Байден встретилась в Бухаресте с румынскими лидерами и украинскими беженцами, чтобы продемонстрировать поддержку союзникам США во время вторжения России на Украину.
По данным ООН, по состоянию на 23 августа украинско-румынскую границу пересекло около 1 044 292 человек. При этом в стране официально в статусе беженца зарегистрировано 87 066 человек.

#### Россия
18 февраля 2022 года главы ДНР и ЛНР заявили об эвакуации жителей «из-за роста напряжённости в регионе». Обращения к гражданам непризнанных территорий были записаны ещё до эскалации на линии фронта. Это усиливало опасения международного сообщества об организации провокации со стороны России для начала военных действий под предлогом обострения ситуации. Выехать на территорию Украины у местных жителей желания не было.
По сообщениям российских СМИ, за двое суток после начала эвакуации российско-украинскую границу пересекли более 53 тыс. беженцев. Впоследствии российские военные сообщали, что с 18 по 23 февраля 2022 года территорию ДНР и ЛНР покинули более 106 тыс. человек. За первый месяц вторжения на Украину — ещё 420 тыс. человек (из них более 88 тыс. — дети). По данным ООН, по состоянию на 23 августа 2022 года в России может находиться до 2 308 790 украинских беженцев.
В большинстве случаев в Россию попали жители оккупированных территорий — ДНР, ЛНР, Мариуполя, а также окрестностей Харькова. Многие были вынуждены приехать в Россию из-за невозможности попасть на подконтрольные Киеву территории — даже согласованные гуманитарные коридоры были под обстрелом. В свою очередь, Россия предлагала эвакуацию только в сторону России и Белоруссии.
Перед пересечением границы с Россией украинцы проходят процедуру «фильтрации». По многочисленным свидетельствам, людей допрашивают, обыскивают, дактилоскопируют, а также раздевают догола в поисках татуировок или следов от прикладов. Впоследствии многие украинцы заявили о жестоком обращении и наличии угроз со стороны российских военных. После прохождения людям выдают бумажное удостоверение о возможности находиться на территории ДНР, ЛНР и России. Однако до сих пор доподлинно не известно, что происходит с теми, кто не прошёл фильтрацию. Так, заместитель председателя совета ростовского регионального отделения партии «Справедливая Россия — За правду» Юрий Мезинов заявил «Медузе», что украинцы, которые не прошли «фильтрацию», «участвуют в следственных действиях» в Донецке. Официально следственные органы о таких мерах не сообщали.
Беженцев размещают в пунктах временного размещения (ПВР), открытых в детских лагерях, школах, базах отдыха, гостиницах. Всего на август было развёрнуто 647 ПВР в 59 регионах России, однако наибольшее количество расположено в граничащих с Украиной областях. В пунктах размещения людям предоставляют питание и помощь при оформлении документов. Многие принимают решение остановиться у родственников. Часть беженцев активно агитируют переселяться на Дальний Восток, где им обещают бесплатное жильё, льготные ставки по ипотеке и поддержку при переезде. Прибывшим положена государственная помощь в размере 10 тысяч рублей на человека, однако многие жалуются на значительные задержки и отказы при выделении пособий.
Многие принимают решение уехать в другие страны — Эстонию, Латвию, Германию, Польшу, Грузию. На июль 2022 года около 16 тысяч человек вернулись обратно на Украину. Пересечь российско-украинскую границу и вернуться можно по действующему паспорту Украины. Бюрократические сложности могут возникнуть при выезде с детьми, родившимися на территории России.
Украина классифицирует переселение украинцев в Россию как «депортацию», а фильтрационные пункты называет «концентрационными лагерями». Российская сторона отрицает обвинения, называя проводимые мероприятия эвакуацией и спасением, а фильтрацию — пропускными пунктами в Россию.

#### Венгрия

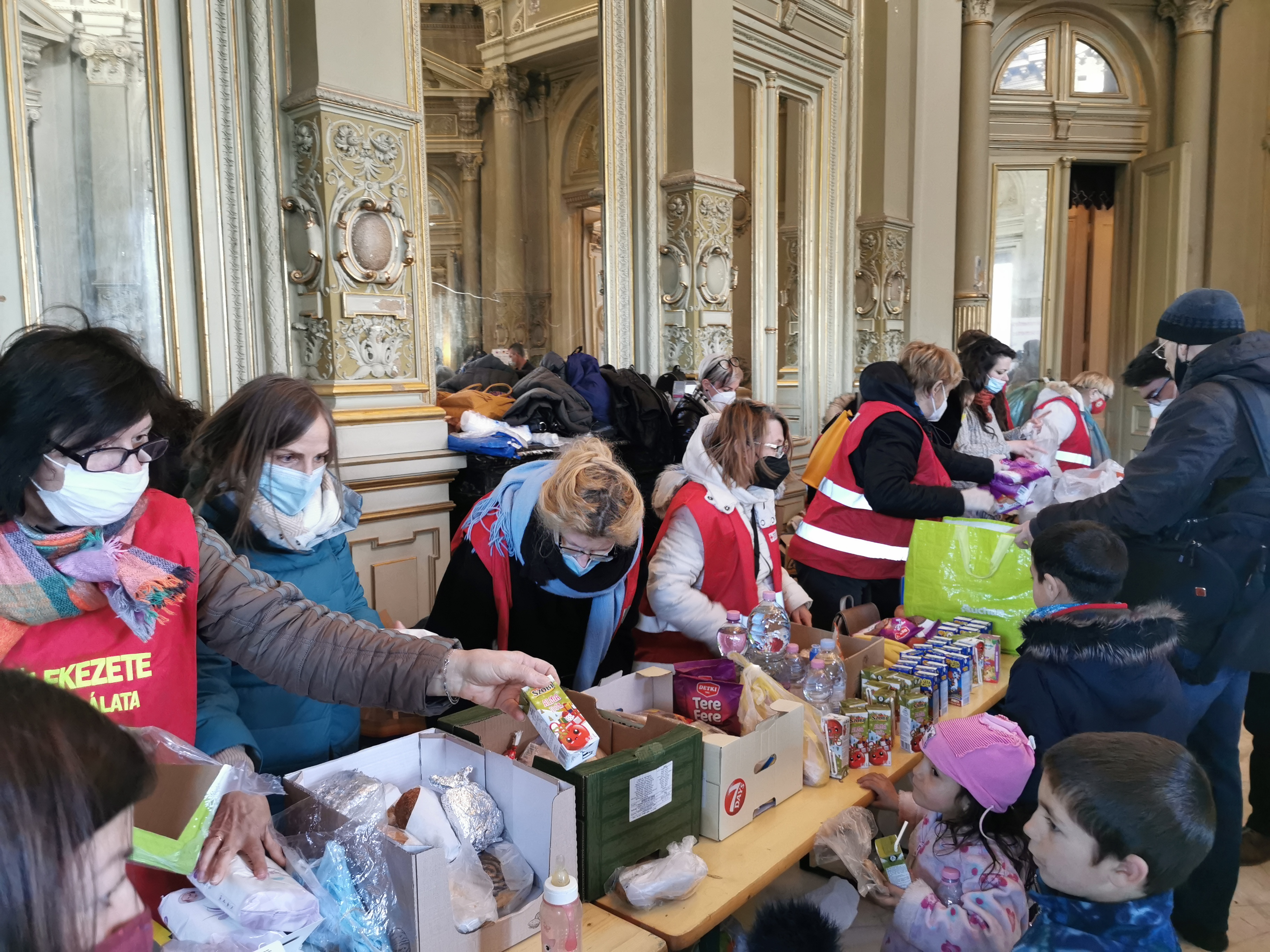
Венгерские волонтёры раздают еду беженцам с Украины

Несмотря на жёсткую политику к мигрирующим со стороны Сербии в 2010-х годах, Правительство Венгрии заявило о намерении принять украинских беженцев вскоре после начала наступления российских войск в 2022 году. В начале марта венгерскую границу пересекли 105 тыс. украинских беженцев, тогда как заявление на получение убежища в стране подали только 313 человек.
Хотя в начале апреля количество прибывающих сократилось по сравнению с серединой марта, границу по-прежнему ежедневно пересекало более 200 человек.
По состоянию на июль в Венгрии был самый низкий процент временной регистрации для прибывающих беженцев среди стран, имеющих общую с Украиной границу. Главными причинами этого являются строгие законы о предоставлении убежища и нейтральная позиция руководства страны по отношению к России. Впоследствии правительство подверглось критике за то, что не ввело адекватную систему информирования прибывших об их правах, дискриминацию беженцев-цыган, недостаточную помощь бежавшим от конфликта людям. По данным ООН, по состоянию на 23 августа 2022 года украинско-венгерскую границу пересекли 1 242 352 человека. Из них только 28 640 человек запросили убежище.

#### Молдавия
Как и другие сопредельные с Украиной страны, Молдавия приняла первых беженцев уже в первые дни войны. В стране был создан Центр управления кризисными ситуациями для координации потоков мигрантов, организации размещения и социальной помощи.

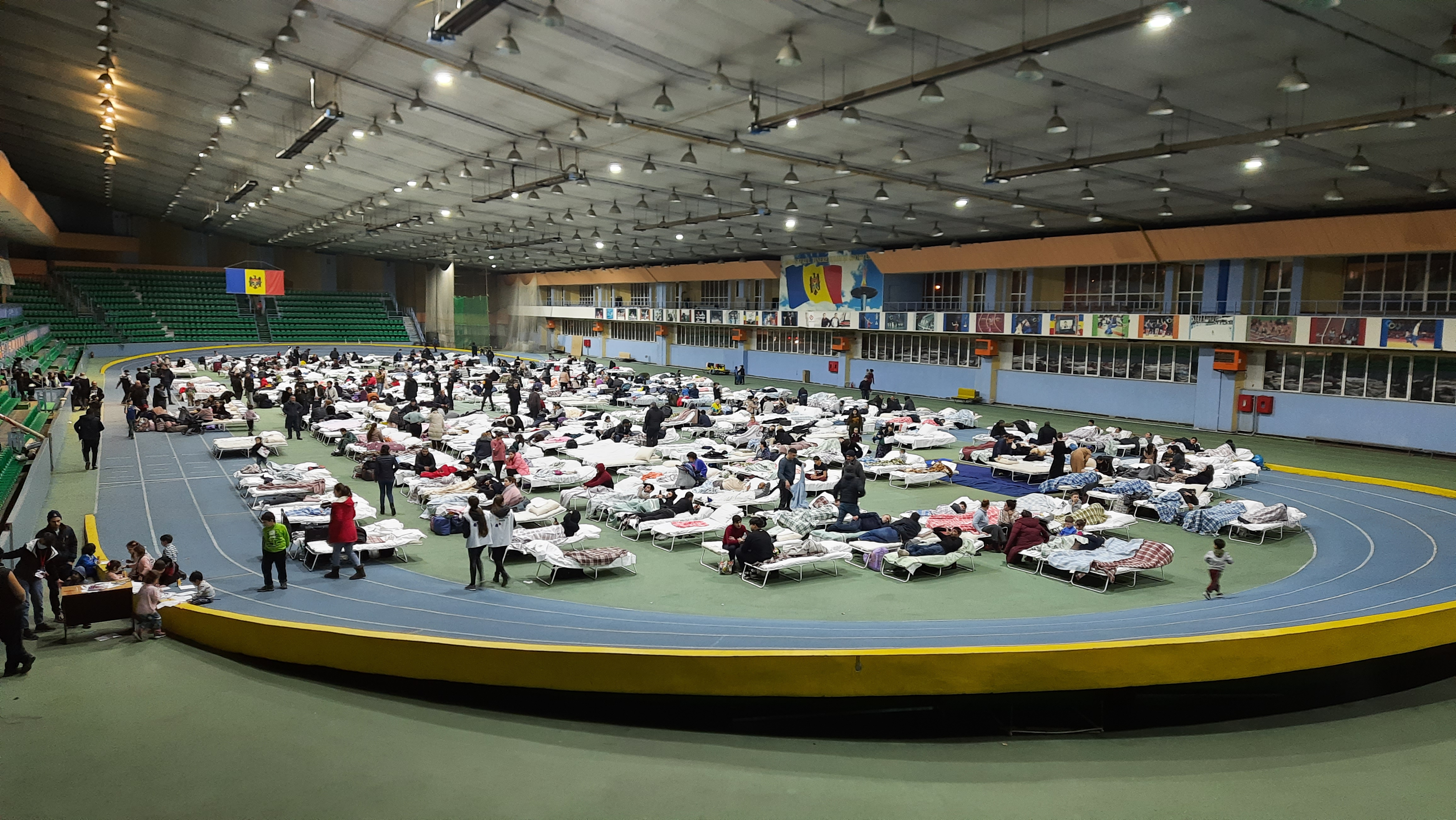
Центр для мигрантов, оборудованный на легкоатлетическом стадионе. Кишинёв

На 9 марта 2022 года в Молдавию въехало около 250 тысяч украинских переселенцев, хотя более 60 % из них вскоре мигрировали в другие страны. Большинство покинувших страну направилось в Румынию, Польшу и другие страны Европы. В начале марта Германия и партнёры договорились выделить Молдавии 695 млн евро для помощи украинским беженцам. Тем не менее наплыв переселенцев в первые две недели военного вторжения стал большой нагрузкой для социальной системы одной из беднейших стран европейского региона. Молдавия приняла больше всего украинцев в пересчёте на душу населения, и задержка помощи европейского сообщества вызвала рост социальной напряжённости. Власти Болгарии и Румынии были вынуждены помогать с вывозом потока беженцев на свою территорию. Часть находящихся в Молдавии мигрантов согласились принять немецкие власти.
Почти через месяц с начала российского наступления беженцы с Украины составили примерно 4 % от общего населения Молдавии. Чтобы справиться с миграционным кризисом, правительство страны обратилось за финансовой помощью к европейскому сообществу. В первых числах апреля премьер-министр Молдавии Наталья Гаврилицэ заявила о необходимости организовать в стране независимую от России энергетическую сеть, а также о снятии барьеров на поставки национальной сельскохозяйственной продукции в западные страны. На решение этих задач страны ЕС планировали выделить около 659 млн евро. К тому моменту общее число переселенцев, оставшихся в Молдавии, составило 100 тысяч человек. Кроме того, СМИ непризнанного Приднестровья сообщали, что на его территорию прибыло около 27,3 тыс. граждан Украины, 21 тыс. — подали заявления на временный вид на жительство. Отдельные беженцы переехали в Гагаузию. Министерство образования Молдавии активно сотрудничает с ЮНИСЕФ для интеграции украинских детей в местную школьную систему.
По данным ООН, по состоянию на 23 августа 2022 года границу с Молдавией пересекли 584 614 украинских беженцев. Из них остались в стране 90 785.

#### Словакия

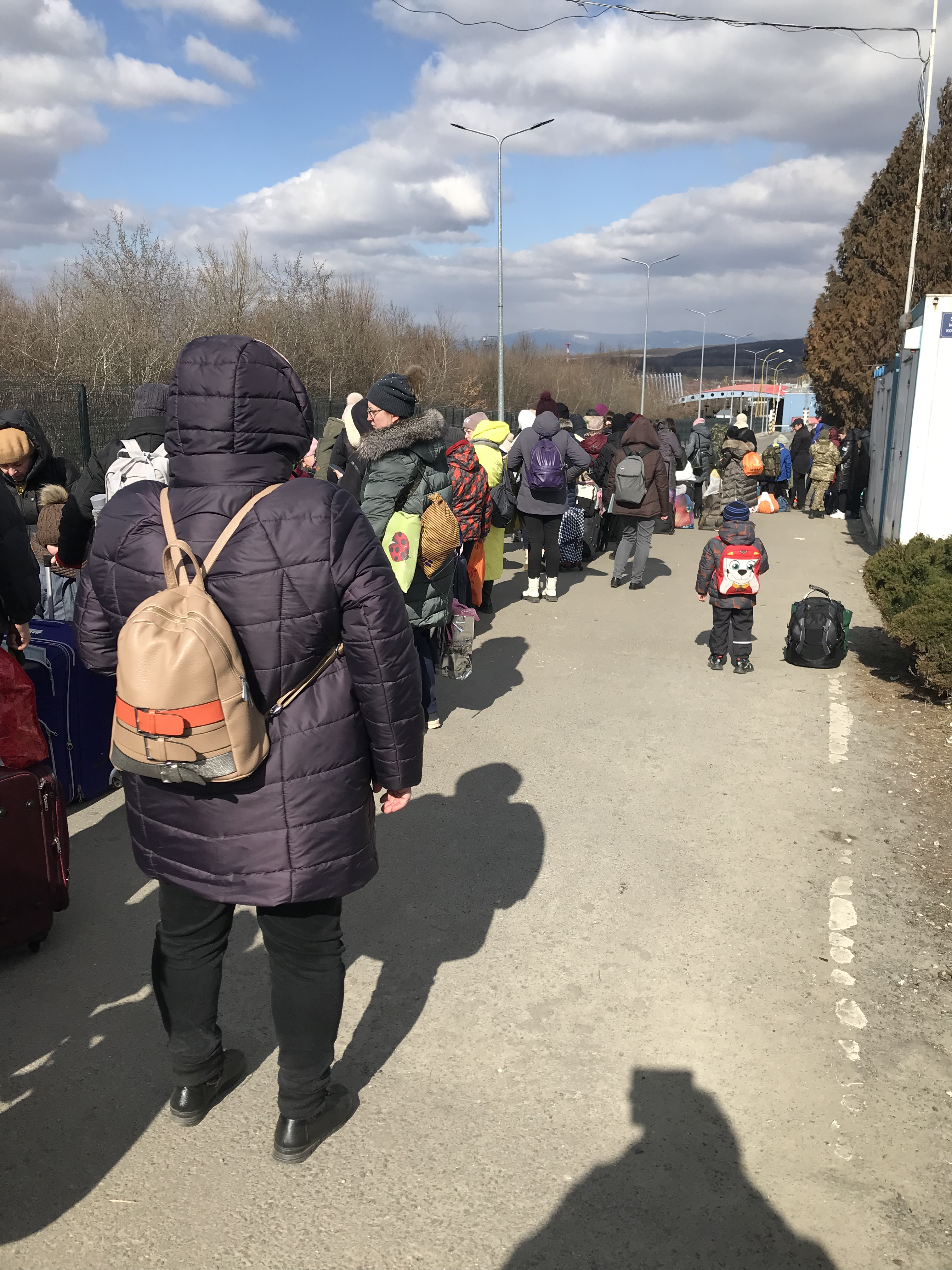
Очередь беженцев на границе со Словакией, 10 марта 2022

О подготовке властей Словакии к наплыву украинских беженцев стало известно ещё до начала российского наступления. Сразу после словацкие власти усилили охрану границ и открыли дополнительные пограничные переходы для беженцев со стороны Украины. Был разрешён въезд мигрантам без действующих документов. На территории Словакии для них была доступна онлайн-платформа для регистрации, проживание, доступ к базовому медицинскому обслуживанию и юридическая помощь. Жители страны, принимающие переселенцев, могли рассчитывать на финансовую поддержку от государства. Работодатели заявляли, что легально способны устроить от 100 тыс. человек.
Спустя пять недель с начала российского вторжения словацко-украинскую границу пересекли более 280 тыс. человек, что равнялось примерно 5 % населения страны. Две пятых всех въехавших составляли дети. Для сравнения, за пять лет в 1993—1998 годах легально в Словакию мигрировали 494 тыс. человек.
На начало апреля с Украины в Словакию въехали более 300 тыс. человек. Наплыв переселенцев был связан с рядом проблем: очередями на пограничных пунктах и административными задержками. Кроме того, Министерство внутренних дел подверглось критике за заключение контракта на управление кризисным центром в городе Михаловце с частной компанией, которая специализировалась на организации корпоративных мероприятий и владельцем которой являлся бывший сопартиец министра внутренних дел Романа Микульца.
В мае Тайвань пожертвовал Словакии 150 000 $ на новый детский сад для украинских детей.
Начиная с августа правительство Словакии начало закрывать крупные центры помощи, в которых украинские беженцы ранее могли проконсультироваться о вопросах получения статуса временного убежища, поиске жилья, получению медицинской помощи, регистрации для получения льгот. С общим уменьшением потока беженцев уменьшилось и число волонтёров, которых теперь не хватает. По данным ООН, по состоянию на 23 августа 2022 года границу Украины с Словакией пересекли 713 588 человек. Из них в стране осталось 90 612.

#### Белоруссия

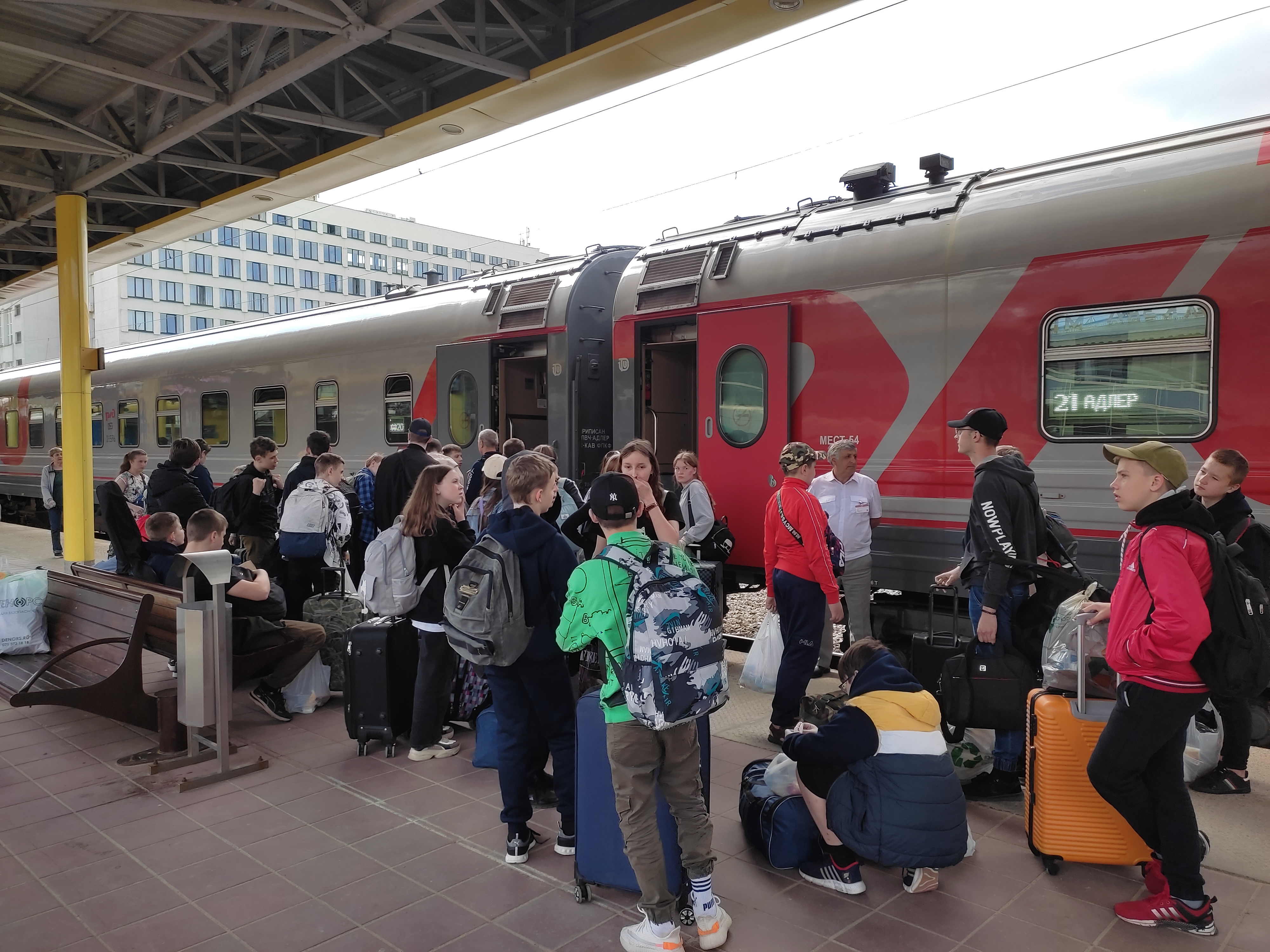
Группа из 311 донбасских детей возвращается на родину после отдыха в белорусских санаториях. Железнодорожный вокзал Минск-Пассажирский. 30 мая 2023

Вскоре после начала российского вторжения Государственный пограничный комитет Республики Беларусь начал сообщать о прибытии в страну украинских беженцев. Власти и Красный крест стала оказывать им помощь. За период с 24 февраля по 11 марта всего с Украины на границу Белоруссии прибыло 1760 человек. Из них 902 — белорусы, 619 — украинцы, 239 — граждане других государств.
С 12 по 14 марта на белорусскую границу с украинской территории проследовало 209 граждан Украины, транзитом через Польшу — 79. Часть иностранцев временно размещали в гостиницах и санаториях, другие граждане отправились к родственникам, проживающим на территории страны. На 25 марта Государственный пограничный комитет заявил о 6097 беженцах с Украины. Более 2000 из них вскоре уехали на территорию Польши, Латвии и Литвы.
23 марта 2022 года Белоруссия разрешила до 15 апреля безвизовый въезд со стороны Украины всем спасающимся от боевых действий. 30 марта 2022 года министр образования Александр Иванец заявил, что украинские дети могут обучаться в белорусских учреждениях образования.
По приезде многие беженцы столкнулись с рядом трудностей: отсутствием рабочих мест, невозможностью устроить детей в школы и детские сады, предубеждением со стороны местного населения. Некоторые отмечали, что им было морально тяжело находиться в стране, официально поддерживающей войну.
По данным ООН, по состоянию на 23 августа 2022 года c Украины в Белоруссию бежало 16 692 человека, из них запросили статус беженца — 11 644.

### Страны Европы

#### Австрия
В конце февраля министр внутренних дел Герхард Карнер подтвердил готовность Австрии принять беженцев с Украины. Приезжим было разрешено свободно находиться в Австрии 90 дней. Для них были организованы около 27 тысяч частных ночлегов, горячая линия и пункты медицинской помощи, помощь в поиске работы и возможностей в сфере образования, а также центры для новоприбывших в столице и регионах Штирия, Каринтии, Верхняя Австрия. К середине марта, по данным МВД страны, на её территорию въехало 150 тыс. украинцев, 7 из них обратились за защитой государства. Австрия также стала одной из государств ЕС, предоставивших финансовую помощь (7 млн евро) и организовавших вывоз украинских беженцев с территории Молдавии. Национальные опросы показали, что 85 % австрийцев поддерживают действия правительства.
По состоянию на 18 августа в стране было зарегистрировано 78 158 украинских беженцев. Благодаря переселенцам население Австрии впервые в истории превысило отметку в девять миллионов человек.

#### Бельгия
О готовности принять украинских беженцев власти Бельгии сообщили 25 февраля 2022 года, но призвали европейские страны координировать миграционные потоки. Уже к 3 марта для принятия беженцев было готово около 10 000 мест для временного проживания.
Наплыв украинских беженцев в страну привёл к перегруженности государственных органов, очередям в регистрационные центры. Из-за задержек к середине марта было зарегистрировано 10 тыс. обратившихся за документами, но власти планировали принять всего около 200 тыс. Прибывающим предоставлялось медикаменты, доступ к образованию и временное жильё, в частности, королевская семья Бельгии передала под расселение часть своей недвижимости (в Валлонии, Тервюрене и Брюсселе). Также власти страны сообщали о намерении выделить 3 млн евро на гуманитарную помощь Украине. По соглашению Национального банка Бельгии и Украины с 1 июня беженцы смогут обменивать до 10 тыс. гривен без комиссии.
К середине апреля поток украинских беженцев в Бельгию значительно снизился. Если в марте в стране ежедневно регистрировали до 2000 людей, то в апреле этот показатель составил около 500. По состоянию на 18 августа в Бельгии было зарегистрировано 52 245 беженцев. На середину июня домой вернулись около 600 украинцев.

#### Болгария
Уже через десять дней после начала войны на Украине в Болгарию через Румынию въехало около 25 тыс. украинцев. Ещё через неделю их число выросло почти до 70 тыс., из которых до 33 тыс. осели и не поехали в другие страны (треть оставшихся составили дети). На 4 апреля за временной защитой страны обратилось почти 40 тыс. украинцев, тогда как бо́льшая часть из въехавших 144 тыс. отправилась в другие страны. Всего власти готовились принять более 100 тыс. мигрантов и рассматривали увеличение для них обычного 90-дневного безвизового периода. Правительство одной из самых бедных стран Европы надеялось на ассимиляцию прибывших с образованием и опытом работы. На 18 августа болгарскую границу пересекли 129 437 украинских беженцев. Из них остались в стране 86 722.
Правительство Болгарии инициировало программу по выплате компенсаций частным отелям и гостиницам, размещающим у себя беженцев. В большинстве случаев они находились в курортных зонах на берегу моря. В конце апреля стало известно, что программа заканчивается 31 мая, поэтому беженцам придётся покинуть отели или проживать на платной основе. Взамен украинцам предлагали проживание в государственных центрах временного размещения, расположенных в глубине страны. Для более удобной транспортировки болгарские власти организовали «буферные центры» или палаточные лагеря для накопления людей и последующего вывоза к базам постоянного проживания. Однако большинство украинских переселенцев отказалось находиться в «контейнерных поселениях» из-за плохих условий. Дело получило широкий резонанс. Впоследствии часть переселенцев уехала из Болгарии в другие европейские страны, а других успешно переместили вглубь страны на прямых автобусах.
В Болгарии украинские беженцы могут подать на статус временной защиты сроком на 1 год с возможностью продления. Документ позволяет проживать в стране, искать работу, открывать банковские счета. Украинцы также могут получить денежную помощь от государства — единовременную выплату в размере до 375 болгарских левов (около 190 евро), ежемесячное пособие (для людей, чьи доходы ниже индивидуально определённого минимального дохода), а также помощь для оплаты отопления. При этом для украинцев, въехавших в страну после 26 апреля, срок бесплатной медицинской страховки составляет только 90 дней — в дальнейшем люди должны оплачивать взносы самостоятельно (около 550 гривен в месяц).

#### Великобритания
На следующий день после начала российского наступления благотворительные организации страны обратились к государственным органам с призывом отреагировать на миграционный кризис. Вскоре правительство Великобритании подтвердило своё намерение принять беженцев и облегчить для них правила въезда. Так, в конце февраля политики заявили, что смягчат визовый режим для украинцев, ближайшие родственники которых проживают в Великобритании. Первые меры подверглись критике оппозиции, которая посчитала их недостаточными и «позорными». В начале марта исключения были расширены: возможность воссоединиться с семьёй получили также дальние родственники жителей Великобритании. Для них были отменены требования к уровню заработной платы и знанию языка. Эти условия потенциально позволяли въезд 100—200 тыс. мигрантов. Также была введена система гуманитарного спонсорства для мигрантов, не имеющих родственников в стране: они могли въехать при поддержке благотворительных организаций, сообществ, частных лиц или местных властей, предоставляющих жильё и помощь в интеграции. Хотя власти отказались облегчить требования к выдаче биометрических виз, получившие документы на въезд мигранты могли рассчитывать на трёхлетний вид на жительство, пособия, право на работу и образование. Жители страны, согласившиеся принять мигрантов, получали ежемесячную компенсацию от государства. Бюрократичность британской программы вызвала критику и ряд опасений у экспертов. Так, исполнительный директор Совета по делам беженцев Энвер Соломон настаивал: «вы не можете просто поместить их [травмированных и дезориентированных военными действиями мигрантов] в дома людей без какой-либо экспертной поддержки».
В начале марта СМИ сообщали о трудностях с получением виз мигрантами, которые обязаны были подавать документы в визовых центрах в Париже или Брюсселе. Украинцы сообщали о задержках при подаче заявлений, ожидание могло затянуться на недели. Но несмотря на чрезвычайную ситуацию, брюссельское консульство, например, работало только 3,5 дня в неделю. Французские политики осуждали «недостаток человечности» британской стороны. Президент Франции Эммануэль Макрон раскритиковал правительство Великобритании, так как оно не оправдало «грандиозных заявлений» о помощи украинским беженцам. Для облегчения ситуации министр внутренних дел Прити Пател предлагала ввести онлайн-регистрацию, а также открыть новый гуманитарный маршрут для въезда в Великобританию через Кале. Однако у прибывших туда беженцев отказались принимать документы, их перенаправили в существующие консульства. Но, невзирая на пример ЕС и бюрократический беспорядок британской системы, власти страны отказались предоставить украинцам открытое убежище, и на 13 марта было выдано только около 1 тыс. виз на въезд по программе «Дома для Украины».
По данным Министерства внутренних дел на 26 марта, оно выдало 21,6 тыс. виз по программе воссоединения с семьёй. По программе «Дома для Украины» была одобрена только одна из двадцати пяти тысяч заявок, поданных британскими домохозяйствами. На 30 марта виз по этой схеме было выдано только 2,7 тыс. или менее 10 % от всех заявок. Главы Совета по делам беженцев, регионального отделения Красного Креста, организаций Save the Children и Оксфам предупреждали, что система увеличивает стресс, через который проходят «и без того травмированные украинцы». Кроме того, британская система подвергала украинок риску сексуальной эксплуатации: в группах Facebook для поиска спонсорского жилья их преследовали мужчины, предлагающие ночлег в обмен на сексуальные услуги.
На 8 апреля 12 тыс. мигрантов въехали на территорию Великобритании. Из них большая часть — по программе воссоединения с семьёй, и только 1,2 тыс. — по программе «Дома для Украины», хотя, по данным правительства, оно получило 79,8 тыс. заявок и выдало в общей сложности 40,9 тыс. виз. На 28 мая количество въехавших в Великобританию украинских беженцев составляло 60 000. На 19 июля правительство выдало 162 000 виз для украинцев, из которых семейные визы составили 46 600, а спонсорские — 115 400.
При этом система принятия беженцев в Великобритании часто подвергается критике. Так, по данным The Guardian, множество семей, уже прошедших все необходимые проверки, не может принять детей из-за запрета на путешествия несовершеннолетних без взрослых. Правительство Великобритании связывает ограничения с обеспечением безопасности детей. Согласно их заявлению, несовершеннолетние без сопровождения имеют право на участие в программе «Дома для Украины» только в том случае, если они воссоединяются с родителем или законным опекуном в Великобритании. Живущие в Великобритании украинцы, принимающиеся у себя бежавших от войны родственников, жаловались на отсутствие поддержки со стороны государства. Также, по данным работающей с беженцами НКО The Harbour Project, Великобритания оказывает беженцам с Украины гораздо более тёплый приём, чем переселенцам из других стран, в частности, из Афганистана. В августе 21 % нынешних или предыдущих спонсоров программы «Дома для Украины» заявили о том, что рост стоимости жизни значительно влияет на их способность оказывать поддержку беженцам. Около 23 % людей, ранее заявивших, что примут у себя украинцев только на 6 или менее месяцев, уточнили, что их решение не продолжать эту схему было вызвано тем, что они больше не могут себе это позволить из-за растущей стоимости жизни. В связи с этим правительство призвали рассмотреть предложения об удвоении выплаты в размере 350 фунтов стерлингов британским семьям, принимающим у себя беженцев.
28 августа 2022 года The Guardian сообщил, что с февраля по август 2022 года в Великобританию прибыли 83 900 беженцев с Украины. Согласно программе, принимающим домохозяйствам компенсировали 350 фунтов стерлингов в месяц, при этом она была рассчитана только на 6 месяцев. Сообщалось, что 1335 украинских домохозяйств, в том числе 945 семей с детьми, уже зарегистрировались как бездомные. Согласно анализу детской благотворительной организации Barnardo’s, от 15 до 21 тысячи украинцев могут остаться без жилья к зиме, а к середине следующего года их число возрастёт до более чем 50 тысяч человек. По оценке другой благотворительной организации «Refugees at Home», это число может быть ещё выше из-за сочетания таких факторов как высокие счета за электроэнергию, стремительный рост инфляции и растущие процентные ставки.

#### Германия

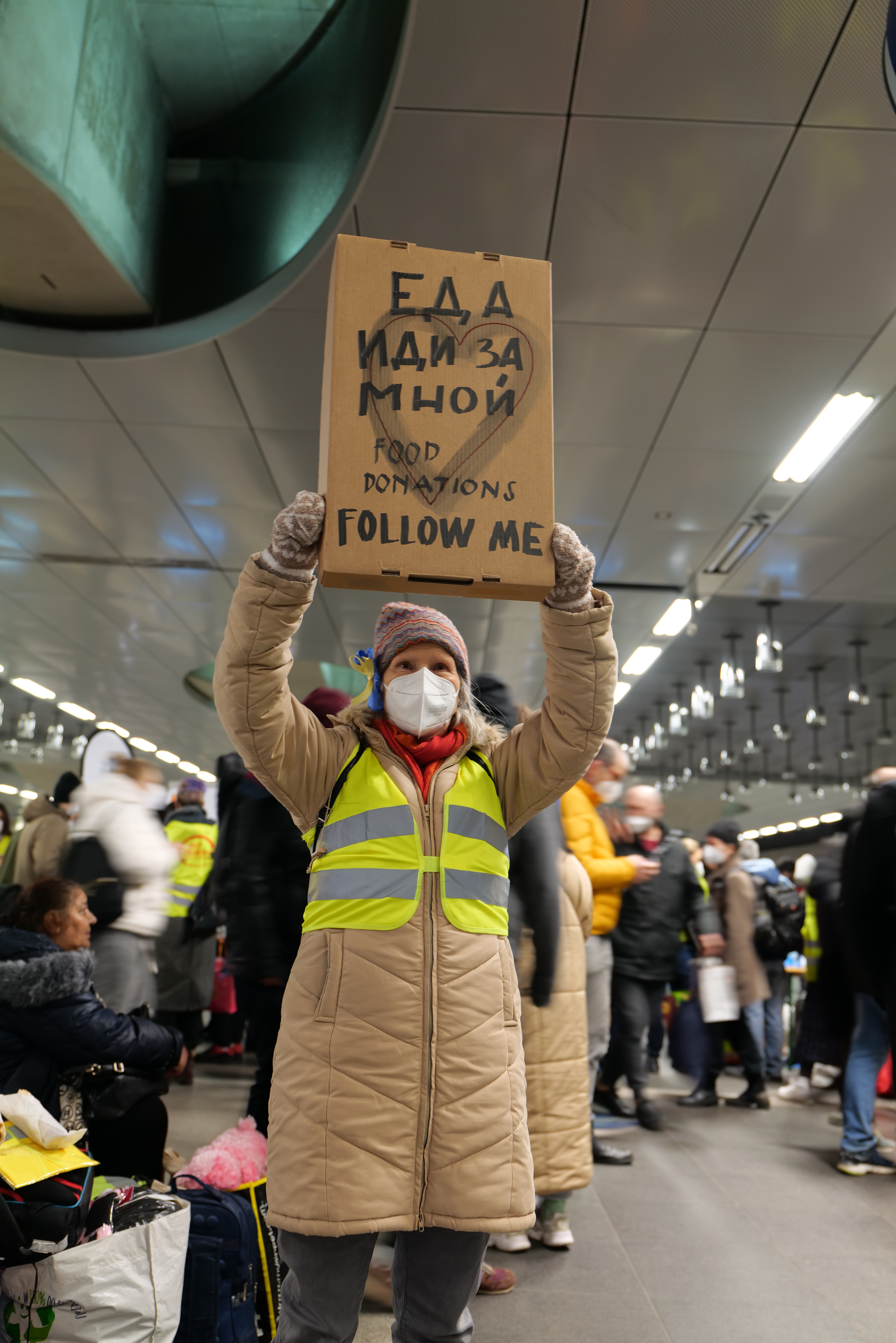
Волонтёр с указателем на железнодорожной станции Берлина

Первые украинские беженцы прибыли в приграничный немецкий город Бранденбург на следующий день после вторжения российских войск. Правительство страны заявило о намерении предоставить защиту как украинцам, так и гражданам третьих стран, ранее проживавшим на территории военного конфликта. Для регистрации беженцев была запущена онлайн-платформа, организован бесплатный проезд из Польши на поездах Deutsche Bahn для предъявителей украинских паспортов, бесплатный проезд на местных поездах и автобусах, а также раздача билетов выезжающим из Германии в другие страны. Министерство внутренних дел сообщало о 300 тыс. частных домов, готовых принять мигрантов, организовывались сборы для пострадавших, временные приюты были устроены на железнодорожном вокзале и в аэропорту Берлина. Власти страны также оказывали финансовую помощь другим европейским странам, принимающим на своей территории мигрантов.
За три недели в Германии официально зарегистрировались около 160 тыс. украинских беженцев. Но с высокой вероятностью их число было больше, так как не существует контроля за выезжающими на германско-польской границе. Основной станцией прибытия мигрантов в стране стал Берлин, на железнодорожный вокзал которого ежедневно прибывало около 7,5 тыс. человек. В начале апреля общее количество зарегистрировавшихся беженцев с Украины превысило 300 тыс. По состоянию на 19 августа 2022 года в страну въехало около 971 000 людей, из них официально зарегистрировано 670 000.
Аналитики отмечают относительно сравнительно лёгкую интеграцию украинских беженцев в сравнении с предыдущими миграционными волнами. Одним из важнейших факторов является отсутствие давления со стороны властей, минимум бюрократических сложностей, а также улучшенные интеграционные курсы. К середине июля около 150 000 украинских детей и подростков были записаны в общеобразовательную либо профессиональную школу в Германии. Более 85 % украинских беженцев имеют либо высшее образование или иную профессиональную подготовку. По состоянию на конец июля в Германии было зарегистрировано около 350 000 ищущих работу украинцев. При этом, согласно проведённому Мюнхенским институтом экономических исследований опросу, только половине желающих удаётся найти рабочее место.
Около 52 % мигрантов были намерены остаться в ФРГ как минимум на два года, а 46 % — вернуться на Украину в ближайшее время. Одними из самых главных причин для возвращения обратно является улучшение ситуации в стране, а также желание воссоединиться с семьёй.
Украинским беженцам разрешено находиться в Германии без регистрации до 31 августа 2022 года. Впоследствии те, кто к 1 сентября исчерпает безвизовый режим, должны будут либо покинуть страну на срок 90 дней, либо оформить временную регистрацию, чтобы продолжать находиться в стране на законных основаниях.
16 февраля Reuters сообщил о прошедшем в Германии саммите, который был посвящён проблеме беженцев. Федеральное правительство потребовало от местных властей принять растущее число беженцев. Чистая миграция из Украины в 2022 году составила 962 тысячи человек, что выше, чем миграция из Сирии, Афганистана и Ирака в период с 2014 по 2016 год, составившая всего 834 тысячи человек. Министр внутренних дел Германии Нэнси Файзер пообещала выделить больше федеральной недвижимости для размещения беженцев, но не выполнила обещаний о дополнительной финансовой поддержке графств, заявив, что бюджет останется прежним. Представители местных властей запрашивали бо́льшую финансовую поддержку от федерального правительства, установления более жёстких границ и ускорения процесса депортации. Как было отмечено, отсутствие решения проблем может привести к ухудшению отношения к беженцам.

#### Греция
Убийства представителей греческого меньшинства, проживающего в окрестностях Мариуполя, спровоцировали протесты в Афинах. Греческие власти вскоре после начала военных действий выразили «решительный протест» и заявили о готовности принять мигрантов с Украины. Всего за первые пять недель военного конфликта границу страны пересекло около 16,7 тыс. беженцев, из которых 5,1 тыс. составляли несовершеннолетние. В начале марта Греция заявила об открытии 50 000 рабочих мест в туристическом секторе для беженцев с Украины. На 19 августа в стране было зарегистрировано 18 363 украинских переселенца.
В августе Греция решила продлить сроки действия проекта по интеграции HELIOS, направленного на поддержку подавщих на статус временной защиты людей, чтобы продолжать предоставлять убежище и другую поддержку украинским беженцам.

#### Грузия
К началу мая в Грузию въехало до 20 000 граждан Украины, из них 5500 — несовершеннолетних. По состоянию на 29 августа было известно об 26 377 украинских беженцах, въехавших в Грузию после российского вторжения.
Правительство Грузии распорядилось сделать городской общественный транспорт, детские сады и школы бесплатными для всех украинцев. Беженцам активно помогали организации гражданского общества и частные лица, в том числе и российские волонтёры, приехавшие в Грузию после начала войны из-за несогласия с действиями властей.
Изначально беженцев расселили в гостиницах Грузии. Для этого правительство внедрило специальную программу для размещения переселенцев. Люди могли бесплатно жить и питаться в отелях, расположенных в Тбилиси, Батуми, Гонио и Кобулети. Однако 1 августа было объявлено о завершении программы, из-за чего расселённые там украинцы столкнулись с необходимостью срочного поиска жилья в ситуации, когда у них закончились сбережения и не было работы. Всего в Тбилиси программой воспользовались более 2300 граждан Украины. Гостиничная программа была заменена трёхмесячным пакетом помощи — людям предоставляли около 300 лари на семью и дополнительно 45 лари на каждого отдельного члена. При этом средняя стоимость аренды однокомнатной квартиры в пригороде Тбилиси составляла 600—900 лари.

#### Дания
На 26 марта примерно 24 тыс. украинских беженцев зарегистрировались для подачи документов на временный вид на жительство в Дании. При этом оценить точное количество мигрантов было сложно, так как часть въехавших проживала в частных домах и не регистрировалась, а ещё часть направлялась в Швецию. В северо-западных регионах страны наблюдалась наибольшая концентрация переселенцев, и такие муниципалитеты, как Западная Ютландия, высказывали опасения о возможной нехватке жилья для новоприбывших. Датские власти ожидали, что около 20 тыс. из въехавших в страну украинцев обратится за защитой государства. Согласно подсчётам, сделанным в начале марта, приблизительные траты правительства на размещение украинских беженцов составят более 268 млн евро в 2022 году. На 19 августа в стране было зарегистрировано 31 000 украинских беженцев.
4 марта правительство Дании договорилось с представителями бизнеса о предоставлении беженцам с Украины специального разрешения на работу без оснований. После принятия этого закона переселенцы с Украины получили доступ к датскому рынку труда. Согласно Зеленскому, количество украинских беженцев, получивших работу в Дании, увеличилось в три раза с апреля по май.
Также в марте Датская федерация велосипедистов совместно с Министерством транспорта запустили инициативу «Подари велосипед», в рамках которой датчане могут напрямую безвозмездно передать свои средства передвижения нуждающимся украинцам.
В начале мая датское правительство широко критиковали за расизм. Причиной для этого стало принятое для украинцев исключение из ограничений на проживание иммигрантов в определённых районах. Согласно ряду введённых в 2019 году законов, определённым группам «незападных» мигрантов было запрещено селиться в социальных домах в «неблагополучных» зонах, чтобы избежать формирования «гетто». Это привело к выселению некоторых людей, внешне и этнически отличающихся от датского большинства. Однако в мае правительство проголосовало за поправку к закону, позволившую украинским беженцам расселяться в любые дома. Согласно представителям датского гражданского общества, новый «пакет гетто» направлен на «преобразование и разрушение» мусульманских районов, где многие семьи классифицируются как «незападные жители».
В конце марта 2022 года глава датского правительства Метте Фредериксен заявила, что украинские беженцы будут размещены в Дании только временно, поскольку скоро «им надо будет возвращаться и помогать восстанавливать свою родину».

#### Ирландия
Через две недели после начала российского наступления ирландское правительство подтвердило своё намерение принять около 100 тыс. переселенцев. Через месяц с начала наступления власти заявляли уже о 200 тысячах. Оценки показывали, что в таком случае для обеспечения приезжих в течение года потребуется 2,5 миллиарда евро. Однако по данным на конец марта в страну прибыли только около 14,6 тыс. мигрантов, а к 7 апреля — более 20 тысяч. На 19 августа в стране было зарегистрировано 48 672 украинских беженца. Около 47 % — женщины в возрасте 20 лет и старше. 36 % приезжих — дети и подростки младше 19 лет. Самый высокий процент прибывших (38 %) был отнесён к категории «один родитель с детьми».
Всем украинцам были выданы личные номера государственных услуг (PPSN). Также беженцы имеют право на социальные выплаты, такие как Universal Credit, но зачастую получение денег может занимать недели. 17 августа правительство объявило о введении ряда новых инициатив, позволяющих украинским студентам получить дальнейшее образование в стране.
В середине июле стало известно о нехватке мест для размещения беженцев. По этой причине переселенцев начали распределять в дома престарелых, палатки военного городка, а также на стадион Авива. Начиная с июля государство начало производить ежемесячную выплату в 400 € тем ирландцам, которые приютили у себя украинских беженцев. К середине августа Ирландия потратила на размещение украинских беженцев около 200 млн €. Предполагается, что к концу года эта сумма достигнет 1 млрд.

#### Испания
В конце февраля правительство Испании приняло решение о легализации всех находившихся в стране украинцев. На тот момент их количество составляло около 100 тыс. человек, и власти стремились урегулировать их положение, обеспечив доступ к социальной помощи, здравоохранению и рынку труда. Одновременно председатель правительства Педро Санчес обратился к 70 тыс. россиян, проживавшим в стране, и заверил их: «мы ничего не имеем против России, против её народа». Региональные власти выразили готовность принять больше украинских переселенцев, и почти за месяц с начала эскалации украинского конфликта в страну въехало около 25 тыс. беженцев. Из них только 9 тыс. зарегистрировались в органах власти. 22 марта правительство анонсировало новую программу подселения мигрантов на 6—12 месяцев в дома к выразившим желание помочь жителям Мадрида, Барселоны, Мурсии и Малаги. К концу месяца власти заявляли о более 30 тыс. прибывших в страну украинцах, но фактические данные могли оказаться больше так, как часть переселенцев не успела зарегистрироваться. Педро Санчес ожидал увеличение показателя до 70 тысяч.
В начале апреля правительство заявило о готовности предоставить «всю возможную защиту» примерно 110 тыс. беженцев, прибывших в Испанию с начала российского наступления. При этом официально за защитой страны обратилось только 50 тыс., из них 13 тыс. — дети, зачисленные в испанские школы. На 20 августа в стране было зарегистрировано 133 820 украинских беженцев.
После регистрации беженцы получают разрешение на проживание и работу в Испании. Срок действия украинских водительских прав в Испании был продлён на год, чтобы люди могли свободно пользоваться автотранспортом. В стране действуют три обязательные фазы интеграции. Первая подразумевает полгода проживания в общежитии под опекой социальных служб. Проезд, обучение на курсах испанского, одежда и еда полностью покрываются государством. При этом взрослым полагаются ежемесячные «карманные расходы» в 50 €, детям — 19 €. Спустя 6 месяцев начинается вторая фаза интеграции, люди могут покинуть общежития и арендовать жильё, пользуясь социальными выплатами. Также беженцам выплачивают пособие в размере от 300 € до 500 €. Третья стадия наступает ещё через полгода. Тогда, в случае, если люди так и не смогли найти работу, им выплачивают пособие по безработице, составляющее от 491 € до 1189 € ежемесячно (в зависимости от количества членов семьи). Главным недостатком подобной системы является невозможность самостоятельного выбора места проживания в первые полгода нахождения в стране. Чаще всего людей размещают в отдалённых городах и сёлах, где есть свободные места в пунктах временного размещения. В начале августа испанское правительство одобрило выплату ежемесячных пособий украинским беженцам в размере 400 € и 100 € на каждого несовершеннолетнего. Помощь будет выплачиваться в течение максимум шести месяцев.
30 марта 2022 года испанская газета La Vanguardia сообщила, что в Евросоюзе активизировались преступные группировки, которые пытаются вовлекать беженок с Украины в проституцию, в том числе насильственным образом. Журналисты указали, что в связи с этим в Испании было открыто несколько уголовных дел о возможном похищении людей. Украинские беженцы в Испании также сталкиваются с невозможностью найти работу — в стране показатель безработицы составляет 13,5 %. В мае сеть супермаркетов Mercadona пожертвовала 1,5 млн € на помощь украинским беженцам по всей Испании и в Португалии; планировалось выдать примерно 5 тыс. человек предоплаченные подарочные карты на 50 €, которые можно использовать в любом из магазинов сети. Начиная с июня СМИ стали сообщать, что украинцы начали массово покидать Испанию из-за многочисленных трудностей адаптации — отсутствия работы и достаточной денежной помощи от правительства.

#### Италия
Примерно за две недели с начала российского вторжения на Украину в Италию бежали более 23 тыс. человек, 90 % из которых составляли женщины и дети. К середине марта количество переселенцев с Украины достигло 53 тыс. Хотя власти заявляли о намерении принять более чем в три раза большее число людей, они ввели чрезвычайное положение из-за наплыва мигрантов. На 21 августа в стране был зарегистрирован 150 261 украинский беженец.
В Италии давно существует крупная украинская диаспора, поэтому многие беженцы разместились у родственников, друзей или знакомых. Однако часть переселенцев была вынуждена остаться в центрах временного размещения. Правительство Италии выделило 428 млн € на помощь украинцам с жильём, медицинским обслуживанием и средствами к существованию. В мае итальянское правительство объявило, что некоторые беженцы будут размещены в более чем 600 объектах, конфискованных у мафиозных группировок. Римский университет международных исследований UNINT 10 июня запустил бесплатные занятия итальянским языком для украинцев, чтобы поддержать их интеграцию в страну.
Летом стали появляться сообщения о массовом отъезде украинцев из Италии. Одной из главной причин является трудности с трудоустройством, из-за чего многие принимают решение переехать в Германию или Нидерланды. Некоторые возвращаются домой на Украину из-за относительной стабилизации ситуации в своих регионах.

#### Кипр
По состоянию на 21 августа на Кипре было зарегистрировано 14 989 украинских беженцев. В конце марта Кипр впервые занял первое место в Европейском союзе по количеству принятых беженцев на миллион жителей. Переселенцам предоставляли проживание в отеле, питание и документы для доступа к рынку труда и образованию на год. Помощь также предоставляется украинцам, прибывшим на остров до вторжения России на Украину и застрявшим в стране.

#### Латвия
Власти Латвии начали готовиться к возможному наплыву мигрантов с Украины ещё в середине февраля 2022 года. Сразу после начала российского наступления они приняли план помощи до 10 тыс. беженцев. Ряд неправительственных организаций, муниципалитетов, школ и других учреждений обязался предоставить жильё первым переселенцам, прибывшим 26 февраля. Также волонтёры помогали с транспортировкой мигрантов от польской границы, был запущен специализированный онлайн-портал с информацией для приезжих. Работу добровольцев координировала общественная организация «Gribu palīdzēt bēgļiem» («Хочу помочь беженцам»).
Уже в начале марта количество прибывших в Латвию мигрантов достигло тысячи. За первую неделю месяца количество выросло до 3-4 тыс., хотя только 170 человек запросили защиту у государства. В течение последующего месяца количество прибывающих продолжало расти и на 5 апреля составляло более 30 тыс., более половины которых намеревались остаться в Латвии. На 21 августа в стране было зарегистрировано 37 496 беженцев с Украины. Из них 46 % составляют женщины, 22 % мужчины и 32 % дети.
Более 12 000 беженцев разместили в социальном жилье. Остальные самостоятельно нашли место жительство или проживали у друзей и родственников. Граждане Украины, имеющие биометрические паспорта и не нуждающиеся в социальной помощи или помощи с жильём, могут находиться в Латвии до 90 дней в течение года без уведомления национальных властей.
Уже к концу мая многие украинские беженцы сообщали о проблемах с поиском работы и жилья. Изначально обязанность разместить беженцев возложили на предприятия туристического сектора, но позже передали эту задачу местными властями. При этом часть людей разместилась у бесплатно предоставляющих своё жильё латвийцев, которым государство выплачивало компенсацию в размере 100 € в месяц за одного беженца и дополнительно 50 € за каждого следующего переселенца на срок не более 90 дней. В июле власти множества латвийских городов, включая Ригу, сообщили, что больше не будут принимать украинских беженцев. Главной причиной стало отсутствие финансирования и доступного жилья для размещения людей. Многие беженцы рисковали оказаться без крова, поскольку правительство больше не могло позволить оплачивать размещение в отелях.
Украинские беженцы массово попадают в Латвию из России через погранпереход в Убылинке Псковской области.

#### Литва
Сразу после начала российского наступления на Украину Министерство внутренних Литвы подтвердило, что муниципалитеты способны разместить до 10 тыс. беженцев. С 4 марта всем украинским мигрантам в Литве предоставляли годовой вид на жительство с возможностью продления, проживание, доступ к рынку труда и к образованию. Правительство намеревалось выделить 3,3 миллиона евро на психологическую помощь, переводы, юридические услуги, питание, проживание и здравоохранение. Позиция властей вызвала недовольство у арабских мигрантов, которые прибыли в страну годом ранее через белорусскую границу. Из 2 тыс. иракских мигрантов, составлявших большинство в миграционных лагерях страны, вид на жительство получили только 5 человек. Ожидающие документы проживали в здании бывших тюрем в настолько тяжких условиях, что 98 из беженцев предпочли вернуться в Ирак.
Почти через месяц с эскалации конфликта в стране было зарегистрировано около 26,9 тыс. украинских беженцев, из которых 11,7 — несовершеннолетних. На 9 апреля среднесуточное количество въезжающих в Литву с Украины составляло 470 человек. Общее число новоприбывших беженцев в стране выросло до почти 41,9 тыс., из которых 17,5 тыс. были несовершеннолетними. При этом более тысячи детей прибыли в страну без сопровождения, их транспортировка обратно началась 12 апреля. На 22 августа в стране было зарегистрировано 62 444 украинских беженца. В августе правительство заявило, что дополнительно примет около 2 тысяч украинских беженцев из Молдавии.
Украинцам с биометрическими паспортами, шенгенской визой или временным видом на жительство практически сразу предоставили право на работу. В Вильнюсе служба занятости каждую неделю устраивала встречи беженцев с потенциальными работодателями, а волонтёры помогали с оформлением документов. На середину июля работу нашли около 13 000 беженцев — больше трети трудоспособных переселенцев. Детей зачислили в школу, где они посещали уроки на литовском языке. Многим из них назначили русскоговорящих помощников, которые переводили материалы урока. Также была возможность проходить обучение онлайн.
В конце мая Министр финансов Гинтаре Скайсте призвал Европейский союз создать фонд для финансовой помощи странам, которые принимают украинских беженцев.
Летом в СМИ стали появляться сообщения, что многие украинцы покидают Литву и возвращаются домой. В августе стало известно, что военным беженцам из Литвы, Латвии и Эстонии будет предоставлен доступ к бесплатному автобусу на Украину, проходящему через Ригу и Вильнюс во Львов.

#### Нидерланды
Власти Нидерландов уже в декабре 2021 года сообщали, что страна готова принять 6—13 тыс. беженцев в случае эскалации российско-украинского конфликта. Первые мигранты начали въезжать в страну ещё до российского нападения, но так как на тот момент Украина считалась «безопасной страной», у переселенцев было мало шансов на временное жильё от государства. Однако уже на 25 февраля действовавшие на тот момент приюты были переполнены. Так, только одна группа прибывающих в Роттердам могла превышать 300 человек единовременно. На 8 марта около 1,4 тыс. беженцев с Украины воспользовалось предоставленным властями убежищами, и кабинет министров заявил о намерении организовать до 50 тыс. дополнительных мест. На 11 апреля в организованном местными советами временном жилье проживало около 28 тыс. украинцев. На 22 августа в стране было зарегистрировано 68 050 украинских беженцев.
Ответственность за размещение беженцев в Нидерландах легла на местные органы власти. Они организовывали регистрацию украинцев, предоставляли жильё и доступ к медицине и образованию, находили финансирование на социальные выплаты. Согласно постановлению правительства, переселенцам положены еженедельные выплаты в 60 € на человека для оплаты повседневных нужд, если они проживают в коммунальном жилье, и до 135 €, если они живут в принимающих семьях. Из-за жилищного кризиса в стране временные лагеря для беженцев организовывали в спортивных залах, пустующих домах, круизных лайнерах, монастырях, домах отдыха, казармах и даже на лодках. Королевская семья отдала под размещение украинцев свой замок Хет Ауде Лоо, расположенный на территории летнего дворца Хет Лоо в Апелдорне.
В конце июля Совет по правам человека Нидерландов призвал правительство прекратить проводить различие между украинскими беженцами и беженцами из других стран, а также назвал «дискриминацией» отказ местных властей предоставлять временное жильё беженцам из Сирии или Йемена, при этом размещая переселенцев с Украины. Также в конце июля власти Нидерландов объявили, что страна больше не будет предоставлять временную защиту бежавшим от войны гражданам третьих стран, имеющим вид на жительство на Украине, но не являющимся гражданами страны.

#### Норвегия
18 марта премьер-министр Норвегии Йонас Гар Стёре заявил, что страна готовится принять до 100 000 беженцев с Украины. По состоянию на 29 августа в Норвегии были зарегистрированы 23 912 украинских беженцев.
В мае норвежские власти приняли решение о перераспределении бюджета, направляемого ООН и предназначенного для иностранной помощи, чтобы выделить 4 млрд норвежских крон на внутренние расходы по принятию беженцев. Это решение вызвало широкие обсуждения и критику из ООН, обеспокоенного нарастающей гуманитарной катастрофой во многих бедных странах мира.
Украинцам предоставляют временную коллективную защиту сроком на один год, которая позволяет получать ежемесячные социальные выплаты в размере до 1800 евро, бесплатное жильё, а также доступ к рынку труда, медицинским услугам, образованию для детей.
СМИ сообщали о ряде трудностей, с которыми столкнулись переселенцы: от задержки в выплате социальных пособий до плохих условий проживания в пунктах временного размещения.

#### Португалия
Уже в первые дни после начала российского наступления власти португальской столицы заявили о намерении принять украинских беженцев. В течение двух следующих недель власти удовлетворили более 6 тыс. запросов о временной защите людей, прибывших с Украины.
К 18 марта 2022 года общее число въехавших в Португалию украинских мигрантов превысило 10 тыс., что почти равнялось общему числу беженцев, которых страна приняла за предыдущие семь лет. Через четыре дня количество въехавших в Португалию мигрантов выросло до 20 тыс., из них более трети — дети, некоторые из которых путешествовали без родителей. На платформе, специально созданной правительством, зарегистрировалось около 1,8 тыс. семей, готовых принять украинских детей. Так как украинская диаспора ещё до начала военного конфликта была одной из самых крупных в стране, количество обратившихся за защитой государства быстро росло и к 7 апреля составляло 28,5 тыс., из которых более 10 тыс. — дети. По состоянию на 23 августа в стране было зарегистрировано 49 623 украинских беженца.
В марте правительство Португалии заявило, что украинские беженцы могут подать на статус временной защиты. Он будет действовать год, с возможностью продления на шесть месяцев, если на Украине будут сохраняться опасные для жизни условия. К концу апреля около 1400 украинцев смогли найти работу в Португалии, ещё 29 000 рабочих мест были предложены беженцам по всей стране.
В конце апреля португальская полиция провела обыск в муниципальном центре поддержки беженцев по делу об обвинении российских граждан Игоря и Юлии Хашиных в передаче РФ личных данных украинских беженцев. Согласно многочисленным свидетельствам, семейная пара, владеющая двойным гражданством, ксерокопировала личные документы беженцев и допрашивала их о местонахождении членов их семей на Украине.

#### Сербия
Если в феврале и первой половине марта в Сербии находилось около 2,5 тыс. беженцев с Украины, то к 17 марта числу их количество выросло до 12,5 тысяч. Большинство украинских мигрантов въезжало в страну на личных автомобилях, а затем направлялось в Грецию, Болгарию или Черногорию. Они получали пакеты с едой и предметами личной гигиены от властей. Около 3000 беженцев нашли жильё у родственников или друзей в стране.
Беженцам с Украины в Сербии предоставляют статус временной защиты, который действует в течение года. Статус предоставляет доступ к проживанию, получению образования, рынку труда и здравоохранения. Любое лицо, получившее временную защиту, сохраняет право ходатайствовать о предоставлении убежища.
По состоянию на 14 декабря в страну въехало более 18 тысяч беженцев с Украины.

#### Словения
В середине марта сообщалось о 3 тыс. украинских беженцев в Словении, большинство из которых проживало у родственников и знакомых. В Логатце и в Дебели Ртич были организованы центры для приёма иностранцев. На конец марта владельцы отелей, общежитий и туристических апартаментов с самообслуживанием предложили жильё примерно 600 беженцам. К концу месяца общее число мигрантов, въехавших в Словению, составляло около 50 тыс., однако подавляющее большинство из них мигрировало далее в Италию, Францию, Испанию или Австрию. При этом после регистрации в более развитых странах часть переселенцев возвращалась, поэтому политики настаивали на введении общеевропейского реестра. На начало апреля за временной защитой в Словении обратились около 8 тыс. человек, но только 1 % из них получил документы. Правительство страны сообщало о готовности принять до 200 тыс. украинцев. На 25 августа в стране были зарегистрированы 7279 украинских беженцев.
Премьер-министр Словении Янез Янша был одним из первых, кто поддержал Украину и посетил Киев после вторжения России. В начале апреля Словения пообещала принять столько украинских беженцев, сколько потребуется. 6 мая Управление по поддержке и интеграции мигрантов подписало с Государственным управлением по вопросам развития и европейской политики сплочения соглашение о финансировании проекта по помощи украинским беженцам в интеграции в словенское общество.

#### Хорватия
Вскоре после эскалации российско-украинского конфликта власти Хорватии заявляли, что планируют принять до 17 тыс. беженцев. На 27 февраля в страну въехало только 63 мигранта, но уже к концу марта в Хорватии насчитывалось около 15 тыс. украинских переселенцев. В начале апреля официальные цифры сократились до 12,5 тыс. человек. На 25 августа в стране было зарегистрировано 17 194 беженца.
На начало апреля большинство украинских беженцев в Хорватии самостоятельно нашло места для размещения. Большинство из них остановилось в континентальной Хорватии и в меньшей степени — в Далмации и Истрии. Тех переселенцев, которые не нашли жильё самостоятельно, размещали в центрах приёма — в Осиеке, Вараждинских Топлицах, Госпиче. Однако они оставались там только до 48 часов, после чего им предоставляли постоянное жильё.
В начале апреля Хорватия выделила дополнительно 100 млн € на помощь украинским беженцам. На конец апреля 24 372 работодателя выразили заинтересованность в трудоустройстве переселенцев с Украины, а 538 человек зарегистрировались как безработные. Наибольший интерес среди беженцев вызвали профессии, не требующие знания языка — официанты, повара, парикмахеры, уборщицы, различные подсобные работы в общепите, производстве и складах, но также оказались востребованы девелоперы, дизайнеры и архитекторы.

#### Финляндия
Хотя власти Финляндии готовились к значительному наплыву мигрантов, за первые два месяца 2022 года украинские беженцы подали только 686 заявлений на предоставление убежища. Тем не менее политики ожидали рост заявок по мере истечения срока легального безвизового пребывания украинских переселенцев. 27 национальных центров приёма в стране увеличили свою вместимость примерно на 2—3 тыс. человек, ещё около 1,2 тыс. резиденций готовы были предоставить местные жители. На 25 августа в стране было зарегистрировано 36 652 украинских беженца.
Подавшие на резидентство беженцы получали доступ к рынку труда. Однако в СМИ высказывались опасения о возможных уровнях высокой безработицы среди новоприбывших, так как в Финляндии зафиксированы одни из самых низких уровней занятости для резидентов иностранного происхождения в ОЭСР (около 27,5 %, по сравнению с 7,5 % среди коренного населения). На конец мая около 700 получивших временную защиту украинцев зарегистрировались в качестве ищущих работу в национальной базе данных по трудоустройству. В начале августа стало известно, что 3,5 тыс. украинских школьников пойдут в финские школы в учебном году 2022/23.
Все заявители и получатели временной защиты регистрируются в приёмном центре, даже если они проживают в частном доме или жилье, предоставленном муниципалитетом. Однако 65 % от заявителей и получателей временной защиты проживают за пределами приёмных центров. Финские транспортные компании сделали проезд для украинцев бесплатным.

#### Франция
В конце февраля власти страны направили гуманитарную помощь Польше и Молдавии, на которые пришёлся основной наплыв беженцев. Вскоре поток мигрантов достиг Франции, и, по данным на 10 марта, в страну прибыло около 7 тыс. спасающихся от военных действий. На тот момент власти заявляли о готовности принять до 25 тыс. человек. Но число прибывающих быстро росло: к середине марта оно составило уже 17 тысяч, к концу месяца их число выросло до 45 тысяч. На 25 августа в стране было зарегистрировано 96 520 украинских беженцев. Зачастую им помогали волонтёры-россияне.
Большинство пунктов временного размещения было расположено в районе Парижа, но некоторые беженцы уезжали и в провинциальные города. В некоторых случаях людей размещали в не предназначенных для этого местах, например, на круизном лайнере в Марселе. Для размещения украинцев действовал специальный портал «J’accueille» («Я приветствую»), где уже на начало месяца было добавлено более 10 тыс. вариантов жилья от частных лиц и благотворительных организаций. Тем не менее, украинцы жаловались на забюрократизированность системы, например, префектуры могли не работать в установленные часы. Помимо этого, часто возникают проблемы с поиском жилья и трудоустройством. Так, в остановившихся недалеко от Лазурного берега регионах люди часто не могут найти работу из-за того, что большинство контрактов предлагает только на сезонную занятость. Беженцы получают суточное пособие размером 6,8 евро, его дополняют в зависимости от наличия детей. В большинстве случаев людям приходится тратить на жизнь собственные сбережения. В августе стало известно, что получившие статус о временной защите украинцы должны обновить его спустя 6 месяцев после получения. Запрос на продление вида на жительство должен быть подан в местную префектуру.

#### Чехия

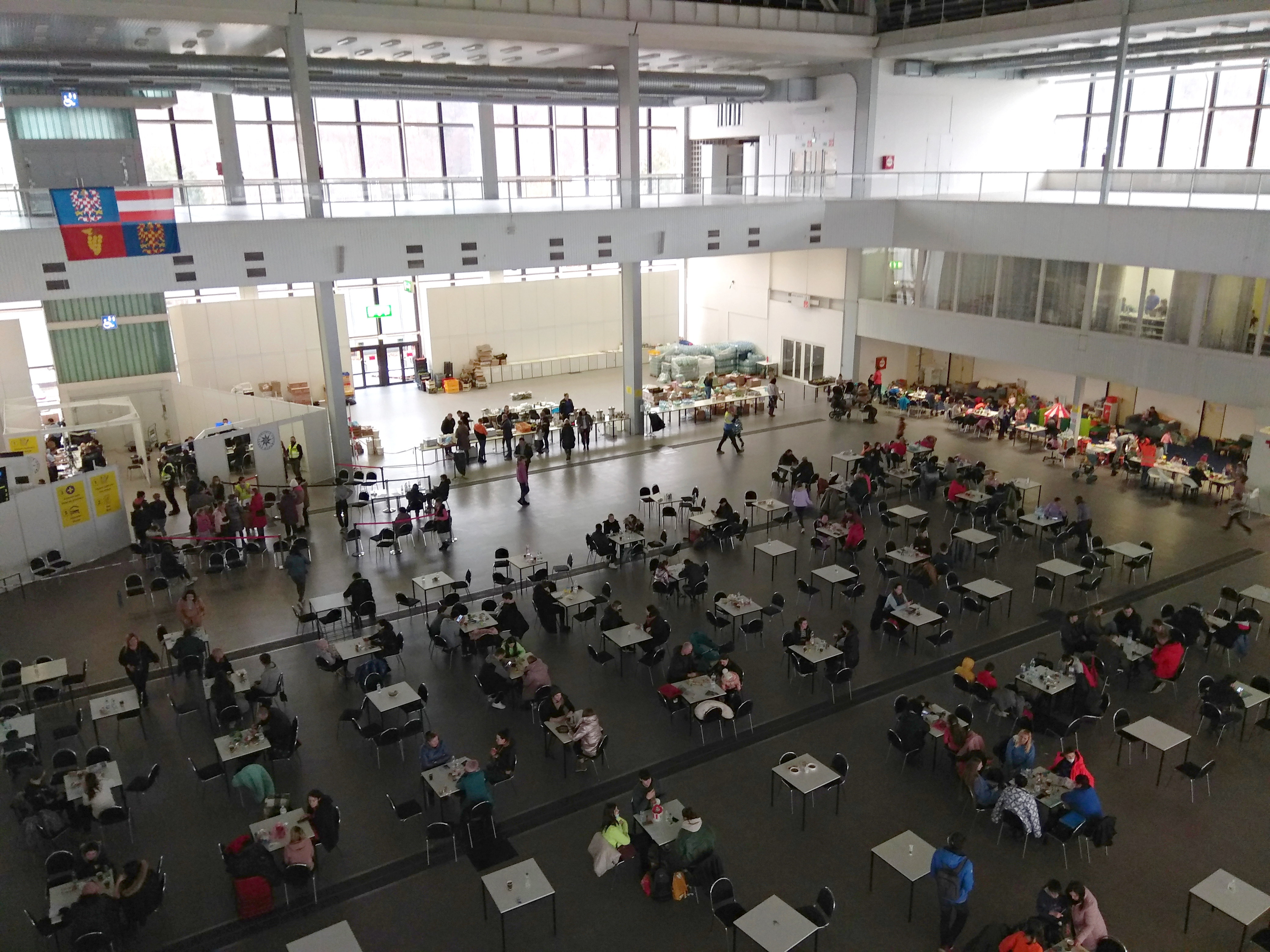
Беженцы в чешском городе Брно

В первую неделю марта чешское правительство сообщало, что в страну прибыли около 100 тыс. переселенцев. К 10 марта их количество выросло до почти 200 тыс. или около 2 % всего населения Чехии. В основном они прибывали со стороны Словакии или Польши. Въезжающие могли воспользоваться облегчённой процедурой получения вида на жительство и доступом к национальной медицине. Для координации потоков мигрантов были созданы Региональные центры помощи, которые занимались не только расселением беженцев, но также их вывозом из соседних стран, отправкой гуманитарной помощи. В середине марта число прибывших в Чехию беженцев достигло 270 тыс., и власти были вынуждены заявить, что существующих ресурсов не хватает для размещения и помощи новым переселенцам. Из-за наплыва мигрантов в стране было объявлено чрезвычайное положение. Однако число прибывающих продолжало расти: 23 марта было известно о 300 тыс. въехавших. На 7 апреля власти страны выдали 272 тыс. специальных виз украинским мигрантам и планировали потратить на помощь новоприбывшим примерно 2,17 млрд $ в 2022 году. На 25 августа количество зарегистрированных в стране украинских беженцев составило 415 691.
Все прибывающие граждане Украины старше 15 лет должны зарегистрироваться в течение трёх дней после прибытия в страну. Основным пунктом назначения въезжающих в Чехию являлась Прага, куда ежедневно прибывало более тысячи человек. Так как мест для размещения не хватало, правительство страны подало заявку на создание 25 модульных гуманитарных баз, вместимостью до 50 тыс. человек. Как и в Польше, жителям страны, принимающим беженцев, были назначены компенсации. Согласно проведённому в июле опросу, более половины украинских беженцев в Чехии живут в стеснённых условиях, имея менее 6 м² жилой площади на человека.
В июне Парламент Чехии утвердил поправки, значительно урезавшие социальные пособия для беженцев. Мэр Праги Зденек Гржиб также заявил, что чешская столица больше не будет предлагать жильё беженцам, за исключением временных палаток, которые теперь доступны только в одном районе Праги. Медицинская страховка для украинских беженцев будет доступна максимум 150 дней, за исключением детей и пожилых людей. Кроме того, беженцы, получившие бесплатное жильё и питание, больше не имеют права на получение ежемесячной государственной поддержки в размере 5000 чешских крон. Эти меры были направлены для улучшения интеграции беженцев в чешский трудовой рынок — в стране один из самых низких уровней безработицы по Европе. По состоянию на начало августа работу в Чехии нашли около 100 000 украинских переселенцев.
В СМИ сообщалось о многочисленных случаях дискриминации цыганского населения, бежавшего в Чехию от военных действий на Украине. Например, многих из них селили в похожие на тюрьмы государственные учреждения, в то время как для других украинских беженцев нашли места для проживания в частных домах и общежитиях.

#### Швеция
Во время европейского миграционного кризиса 2015 года Швеция приняла самое большое количество просителей убежища на душу населения (около 163 тыс. приезжих на 10 млн жителей). По причине большой нагрузки на административные органы власти были вынуждены впоследствии ужесточить миграционную политику. Однако уже вскоре после эскалации российско-украинской войны они выразили намерение принять переселенцев и направили гуманитарную помощь на поддержку работы Международного комитета Красного Креста на Украине. Тем не менее, в конце февраля только 127 человек обратились за защитой государства. С развитием конфликта число мигрантов росло: спустя две недели с начала российского наступления в Швецию ежедневно въезжало до 4 тыс. переселенцев с Украины. Тем не менее только 5,2 тыс. из новоприбывших зарегистрировались в Шведском миграционном агентстве. Предполагалось, что до июля границу страны пересекут 212 тыс. украинцев, из них 1,4—6 тыс. — дети без сопровождения взрослых. На 25 августа в стране было зарегистрировано 42 713 украинских беженцев. Весной шведское правительство объявило о планах использовать 10,3 млрд крон на расходы по принятию переселенцев.
Беженцы могут претендовать на целевой и суточный виды пособий, однако помощь назначается только тем, у кого нет средств на проживание. При этом многие беженцы сталкиваются с рядом трудностей, включая невозможность зарегистрироваться из-за больших очередей и перегруженности офисов, а также недостаток финансовых средств — даже получаемых пособий зачастую недостаточно для покрытия многих повседневных расходов.

#### Швейцария
На 25 августа в Швейцарии было зарегистрировано 59 963 беженца с Украины.
Украинские переселенцы могут подавать на правовой статус S, предоставляющий им право на временную защиту, социальную помощь и трудоустройство. Статус S был создан ещё в 1990-е, после миграционного кризиса из-за югославских войн, однако впервые был использован только в 2022 году. В июне стало известно, что статус S может быть аннулирован, если беженцы будут находиться на Украине более чем 15 дней в четыре месяца. В августе правила получения статуса S были ужесточены. Теперь при предоставлении временной защиты будут оценивать индивидуальный доход или наличие имущества. Ранее правительство критиковали за преференции по отношению к украинским беженцам по сравнению к мигрантам из других стран, которые вынуждены ждать доступа к трудоустройству по несколько месяцев. В июле правительство заявило о финансовой помощи размером в 500 франков тем беженцам, которым нужны средства на возвращение домой.
Около 60 % прибывших разместили в дома, предоставляемые швейцарцами в рамках благотворительной помощи. Желающие снять отдельное жильё сталкиваются с тем, что свободные дома встречаются достаточно редко и стоят очень дорого. При этом, по состоянию на июнь, только около 9 % украинских беженцев в Швейцарии смогли найти работу. Трудности с трудоустройством возникают из-за высокой конкуренции за рабочие места в стране. Наиболее распространёнными сферами занятости являются работа в отелях и ресторанах (23 %), консалтинг и информационные технологии (17 %), сельское хозяйство (8 %), преподавание (8 %) и сфера услуг (6 %). Остальные 38 % были заняты в ряде других секторов.
Стоимость жизни в Швейцарии — одна из самых высоких в мире, поэтому многие украинцы сталкиваются с проблемой нехватки денежных средств на покупку базовых продуктов и бытовых вещей.

#### Эстония

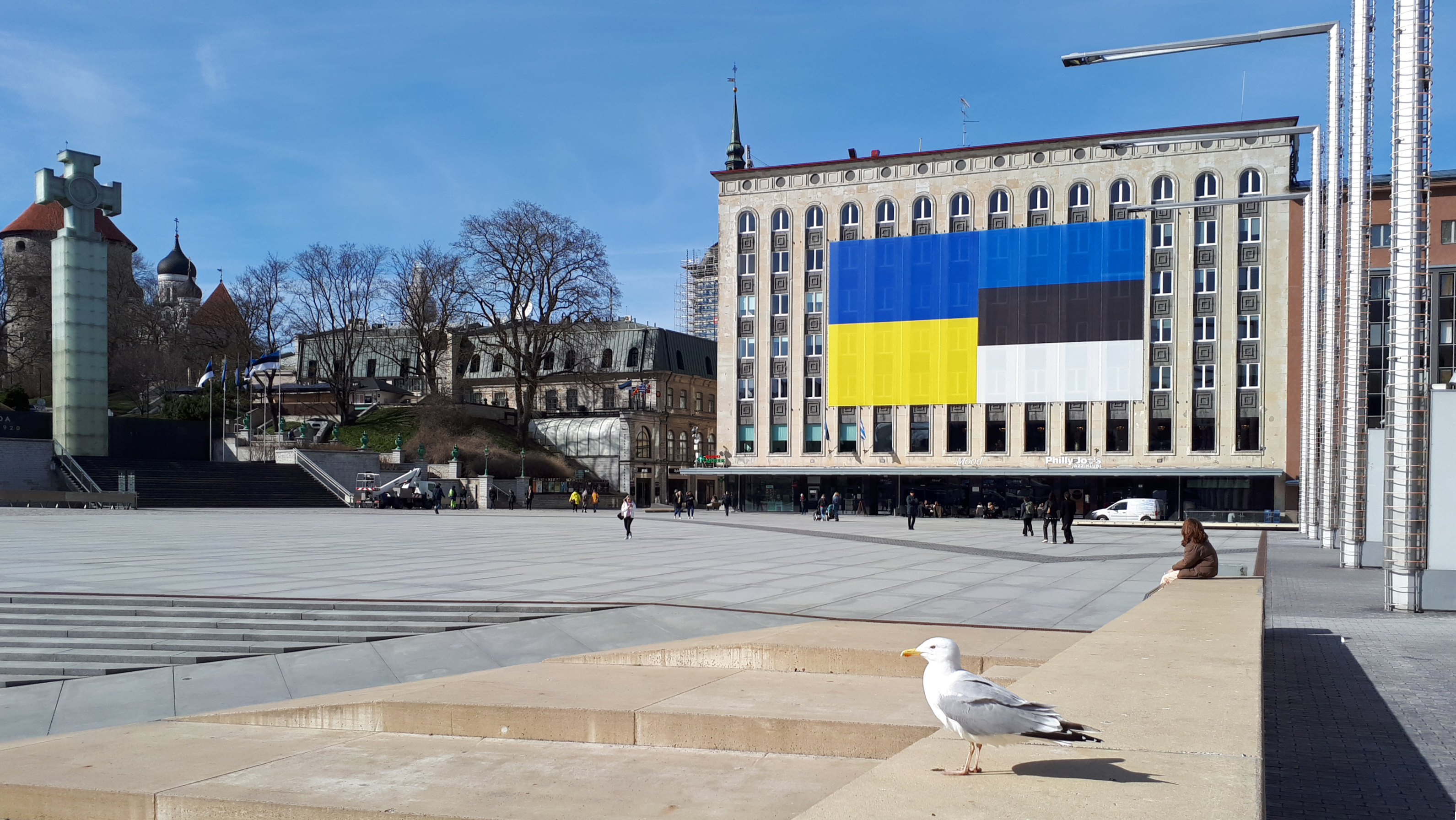
Таллин, площадь Свободы,
20 апреля 2022 года

Сразу после начала войны эстонские заявляли о готовности принять до 2 тыс. беженцев. Но уже в начале марта правительство выделило 1,3 млн € на помощь украинским переселенцам и облегчило существовавшие коронавирусные ограничения по отношению к новоприбывшим. Иностранцам, спасающимся от военного конфликта на Украине, предоставлялось жильё, доступ к образованию и рынку труда, медицинская помощь.
Для учёта въезжающих власти ввели временные контрольно-пропускные пункты, что привело к задержкам на эстонско-латвийской границе. Однако к концу марта число мигрантов, пересекающих границу в течение дня, могло превышать 600 человек. Всего на 31 марта в страну прибыло более 25,3 тыс. спасающихся от войны, к 14 апреля — более 30,4 тыс., из них 20,1 тыс. подали заявки на временную защиту.
Центры приёма беженцев работали в Таллине, Тарту, Пярну и Раквере. Тем украинцам, которые приехали в Эстонию до 24 февраля 2022 года и не могут вернуться домой из-за войны, предоставляется возможность запросить международную защиту. Рассмотрение ходатайств о международной защите граждан Украины проводится по упрощённой процедуре и занимает один месяц. Право на временную защиту не распространяется на граждан Украины и членов их семей, которые проживали или находились в Эстонии до 24 февраля 2022 года. Эта категория лиц может и дальше временно оставаться в Эстонии, даже если срок их безвизового пребывания или действия визы истёк.
По состоянию на 18 апреля в Эстонской информационной системе образования (EHIS) были зарегистрированы 3206 детей и подростков, прибывших с Украины. В детских садах зарегистрированы 718 детей, в основной школе — 2254 человека, в гимназиях — 145, в профессионально-технических училищах — 89. При этом на 21 августа более 5300 украинских беженцев были зарегистрированы в стране в качестве безработных.
Государство предоставляет беженцам бесплатное временное проживание сроком до полугода. Для этого оно заключило договоры с отелями, хостелами, гостевыми домами по всей Эстонии. Однако из-за нехватки свободного жилья многих размещают и в такие места, как круизные корабли. В этом случае государство оплачивает расходы за размещение беженцев напрямую транспортной компании. Каждый украинец может жить в Эстонии без регистрации, однако государство рекомендует обращаться в Департамент полиции и пограничной охраны за статусом временной защиты. Документ предоставляет доступ к: виду на жительство сроком на год, эстонской ID-карте, праве на работу, учёбе, социальным пособиям, медицинской страховке. Социальные пособия на семью из четырёх человек составляют около 1000 €. Начиная с третьего ребёнка многодетной семье выплачивается пособие в размере 300 € в месяц, а с седьмого ребёнка — 400 € в месяц. Родителям, которые прибыли в Эстонию с ребёнком младше полутора лет, выплачивается родительская компенсация — 584 € в месяц за период до 545 дней.
В первые недели войны беженцы попадали в Эстонию в основном через латвийскую границу. Однако вскоре основной миграционный поток стал осуществляться через пешеходную границу с Россией между Ивангородом и Нарвой (также функционирует погранпереход Куничина гора под Печорами Псковской области). Начиная с конца июля всё больше правозащитников стало заявлять об участившихся случаях отказа во въезде украинским беженцам с эстонской стороны. Основными причинами были недостаток оснований для въезда в ЕС и слишком долгое нахождение на территории России. Согласно начальнику Нарвского погранперехода Мареку Лийве, во въезде в Эстонию в 2022 году отказали 1762 людям, из них большинство — граждане России. К ним также относятся граждане Украины, в отношении которых было установлено, что они не являются бегущими от войны беженцами.
Проведённый в июле опрос 1500 респондентов показал, что жители Эстонии готовы сосуществовать с мигрантами из других стран, но относятся к разным категориям беженцев по-разному. Наибольшую симпатию у резидентов вызывают молодые женщины с Украины.
По данным Департамента полиции и погранохраны Эстонии, с 27 февраля 2022 года по 31 июля 2022 года в страну бежало 48 772 украинских беженца. 30 сентября 2022 года эстонское национальное телерадиовещание (ERR), сообщило что с 27 февраля 2022 года в Эстонию бежало 104 856 украинских беженцев, из них 58 225 украинских беженцев остались в стране. По данным Департамента полиции и погранохраны Эстонии, на 11 декабря 2022 года 41 154 украинских беженца подали ходатайства на временную защиту, а 2390 украинских беженцев — на международную защиту.

### Другие страны

#### Израиль
Еврейское агентство инициировало эвакуацию украинских евреев и их родственников в Израиль через Варшаву, а израильские дипломаты эвакуировали граждан Израиля из хасидской святыни в Умани и других местах, а также граждан Ливана, Сирии и Египта. На 27 августа в стране были зарегистрированы 33 533 украинских беженца, однако около половины из них уже покинули страну.
Каждому прибывшему с Украины беженцу положено единовременное пособие в размере около 6000 шекелей, паре — 11 000 шекелей, а семье — 15 000. Изначально Израиль был готов принять до 5000 неевреев с условием, что они покинут территорию сразу после окончания военных действий. Тех, у кого есть родственники в стране, могли остаться на неограниченное время. 23 мая в министерстве внутренних дел Израиля предоставили украинцам право на трудоуйстройство. Медицинская помощь беженцам оказывается в сети поликлиник «Терем». При этом помощь украинцам, нелегально попавшим в страну до начала войны, не оказывается.
7 июля в Израиле отменили требование для украинцев получать отдельное разрешение на въезд в страну в туристических целях.
Одной из главных проблем, с которыми сталкиваются беженцы — отсутствие денег. Более того, многие не могут устроить детей в детский сад или школу. Многим положены карточки на 700 шекелей в месяц, выдаваемые благотворительными организациями, однако их приходится ждать по несколько месяцев.

#### США

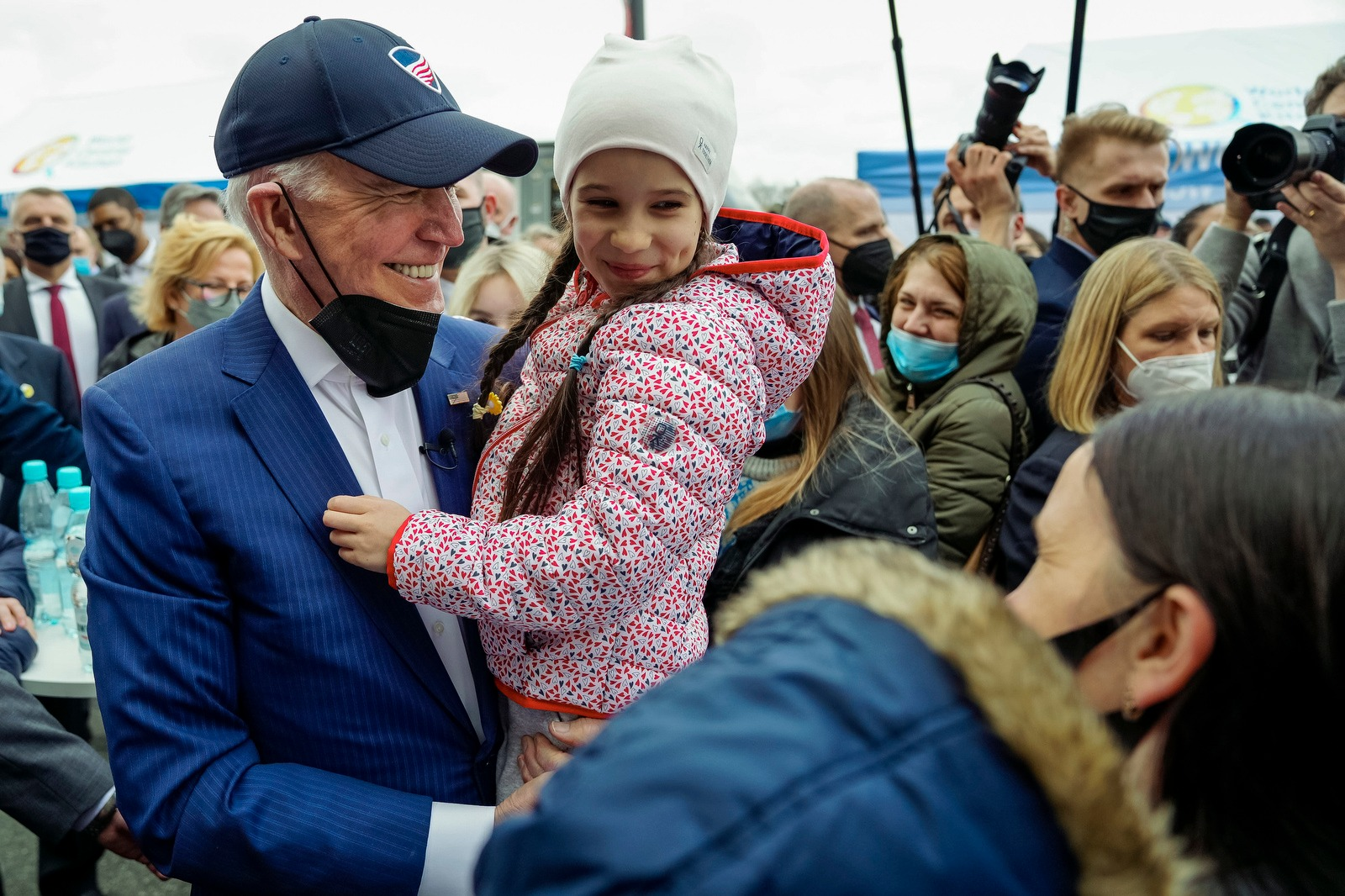
Президент США Джо Байден на встрече с беженцами

4 марта стало известно, что власти США в связи с войной между Россией и Украиной предоставляют украинцам, прибывшим в страну до 1 марта, статус «временно защищённых лиц» на 18 месяцев. 24 марта президент США Джо Байден заявил, что США примут 100 тысяч беженцев с Украины. В заявлении отмечается, что США дополнительно выделят 1 млрд $ на гуманитарную помощь для пострадавших от конфликта украинцев. Финансирование будет направлено на обеспечение людей продовольствием, жильём, чистой водой, медикаментами и другие формы помощи.
По состоянию на 24 июня в стране были зарегистрированы 71 тыс. украинских беженцев. К концу июля это число увеличилось до 100 тыс.: из них около 47 тыс. прибыли в США по временным или иммиграционным визам и почти 30 тыс. украинцев — по частной спонсорской программе, более 22 тыс. попросили убежище после пересечения американо-мексиканской границы.
Для ускорения процесса переселения тех украинцев, у которых есть родственники в США, была запущена программа «Uniting for Ukraine». Она позволяет жителям США пригласить к себе членов семьи с Украины и оказать им финансовую поддержку.

#### Турция
В марте Турция заявила о своей готовности принимать украинских беженцев. Уже к концу месяца страна приняла около 159 детей из детских домов Украины. По состоянию на 29 августа в страну после начала войны заехало около 145 000 жителей Украины. Однако, по данным посла Украины в Турции Василия Боднара, 70 % прибывших уже покинули страну — там осталось только около 50 тысяч человек.
В отличие от стран Европейского союза, Турция не предоставляет статуса временной защиты, не имеет специальных программ для размещения украинских беженцев. Социальные выплаты для украинцев в Турции также не предусмотрены. Украинцы остаются в стране либо в рамках безвизового соглашения сроком до 90 дней, либо благодаря подаче на гуманитарный статус защиты, допускающий нахождение в Турции до 180 дней. Также переселенцы могут подать на международный статус беженца, выдаваемый на год с возможностью продления. Однако на июнь официально зарегистрированных украинских беженцев в Турции не было.

#### Шри-Ланка
Правительство Шри-Ланки объявило, что предоставит и продлит бесплатные визы сроком на два месяца для более чем 15 тыс. россиян и около 4 тыс. украинцев, которые оказались в Шри-Ланке к началу военных действий. Решение было принято после одобрения предложения о продлении визы кабинетом министров 28 февраля 2022 года, и было решено не взимать плату за продление визы.
Немногие владельцы жилья, несколько религиозных организаций и отдельных лиц добровольно предложили гуманитарную помощь застрявшим украинцам, предоставив им бесплатное жильё до завершения российского вторжения на Украину. Фермерский дом в Амбавеле опубликовал пост в социальной сети, в котором говорилось, что он бесплатно предложит свой коттедж украинцам, оказавшимся в затруднительном положении. В своём посте в Facebook владельцы виллы с пятью спальнями в Калутаре объявили, что сдадут свою виллу бесплатно украинским туристам, которые не могут вернуться на родину из-за войны. Датская вилла, расположенная в заливе Аругам, также предложила бесплатное жильё украинцам, застрявшим на Шри-Ланке. Кроме того, несколько жителей Шри-Ланки также объединились, чтобы помочь застрявшим украинцам, предложив еду и жильё. В других случаях украинцам предоставляли значительную скидку на жильё.
При этом вторжение России на Украину сильно ухудшило масштабный финансовый кризис в стране — война разрушила крупнейшие туристические потоки, истощение валютных резервов привели к невозможности импортировать нефть и другие предметы первой необходимости.

#### Япония
Несмотря на исторически традиционно строгую иммиграционную политику и, в частности, крайне строгую политику по приёму беженцев в Японии, для украинских беженцев власти страны сделали исключение, и к 6 апреля 2022 года, по данным официальных властей, Япония уже приняла около 437 украинских беженцев. К 8 июня 2022 года, по данным официальных властей, Япония уже приняла около 1222 украинских беженцев. 1 марта премьер-министр Японии Фумио Кисида заявил, что страна готова принять украинских беженцев из Польши, чтобы уменьшить давление на Варшаву. Изначально въезд разрешали только тем, у кого были родственники или знакомые в Японии, которые могли бы выступить в качестве «гаранта». Начиная с 18 марта принимают и тех переселенцев, у которых нет никаких связей со страной. К 8 июня 2022 года по префектурам украинских беженцев больше всего в Токио (215 человек), Фукуоке (92 человека) и Канагаве (70 человек). К 8 июня 2022 года 284 украинских беженца были моложе 18 лет. К 14 декабря 2022 года, по данным официальных властей Японии, страна уже приняла 2193 украинских беженца. К 14 декабря 2022 года по префектурам украинских беженцев больше всего в Токио (554 человека), Осаке (155 человек), Канагаве (142 человека), Фукуоке (120 человек) и Хиого (105 человек). К 14 декабря 2022 года по возрасту 424 украинских беженца были моложе 18 лет, 1487 — в возрасте от 18 до 61 года, а 282 — старше 61 года.
Условия въезда для украинцев были значительно смягчены, беженцам быстро выдавали краткосрочные визы и предоставляли право на трудоустройство. Одна из первых эвакуированных групп была доставлена на предназначенном для правительственных чиновников самолёте. По состоянию на 26 августа правительство продолжало еженедельно закупать для украинцев около 20 мест в самолётах по маршруту Варшава — Токио. В Японии беженцам, у которых нет родственников или знакомых, предоставляют ежедневные выплаты в размере около 19 $, бесплатный доступ к медицинским услугам, языковым курсам, субсидированному жилью. Для облегчения трудоустройства украинцев государство будет платить компаниям до 600 000 иен за каждого трудоустроенного беженца. Опрос украинских беженцев, проведённый в июле 2022 года, показал, что около 65 % переселенцев хотели остаться в Японии до момента, как ситуация на Украине успокоится. Только 2,2 % хотели вернуться в страну как можно скорее.

## Некоренное украинское население
С началом войны Украину стали покидать и находившиеся там жители третьих стран. Уже через несколько дней после начала масштабной эвакуации стали появляться сообщения о дискриминации по отношению к неукраинским беженцам, чаще всего — студентам из стран Африки, Индии, Ближнего Востока и других стран. На появившихся в Интернете видео видно, как чернокожих людей выталкивают из эвакуационных поездов, при этом в некоторых случаях пуская животных вперёд. Появлялись сообщения, что чернокожих людей не пускали в Польшу и разворачивали обратно на границе.
Польская пограничная сторона опровергла эти заявления и заявила, что помогает всем людям, бегущим с Украины, независимо от национальности. Представители Ганы и Сомали заявили, что не владеют информацией о проблемах своих соотечественников с Украины. Председатель Африканского союза и президент Сенегала Маки Саль, председатель Комиссии Африканского союза Мусса Факи Махамат, президент Нигерии Мухаммаду Бухари и правительство Южной Африки выразили обеспокоенность по поводу расистского и дискриминационного обращения с африканскими гражданами. 2 марта министр иностранных дел Германии Анналена Бербок назвала неприемлемой дискриминацию неукраинского населения на границах. В США этот вопрос привлёк внимание Национальной ассоциации содействия прогрессу цветного населения и Национальной городской лиги, которые подписали письмо председателю Европейской комиссии, призывающее к справедливому и гуманному обращению со всеми.
В странах Европейского союза украинские беженцы могут получить статус временной защиты сроком до трёх лет. Люди могут подавать на вид на жительство, получать доступ к жилью, медицинской помощи, трудоустройству. Эта схема также распространяется на «неукраинских граждан и лиц без гражданства, законно проживающих на Украине». Директива о временной защите применяется только к гражданам третьих стран, если они либо пользуются международной защитой на Украине, например, статусом беженца, либо если их вид на жительство был постоянным и они не могут безопасно вернуться на родину. При этом остаётся неясным, как страны Европейского союза будут определять степень «безопасности» страны. Неграждане Украины тратят больше времени на пересечение границы, чем украинцы. Впоследствии цветным беженцам труднее найти временное жильё и получить помощь.
Уезжающие от войны цыгане также часто сталкиваются с расизмом и дискриминацией. По приблизительным оценкам, около 100 000 беженцев, прибывших с Украины в Европу, составляют цыгане. Они сталкиваются с прямой дискриминацией как со стороны тех, кто оказывает помощь, так и со стороны других украинских беженцев. Согласно выпущенному Human Rights Watch докладу, цыган, пересекающих границу с Румынией, намеренно держат отдельно от других беженцев. В некоторых случаях им отказывают в размещении в государственных учреждениях. При этом у многих из них нет документов и возможности доказать свою национальность из-за отсутствия гражданства. Впоследствии многие возвращаются на Украину, зачастую из-за чувства отчуждённости в стране прибывания.
16 августа русская служба BBC рассказала о случаях, когда власти Украины выдворяли белорусов, искавших убежища после протестов в Белоруссии в 2020. По словам пострадавших, они сталкивались с бытовой агрессией и формализмом.

## Проблемы LGBTQ+ сообщества
Представители ЛГБТ-сообщества столкнулись с многочисленными препятствиями при попытках покинуть Украину. Сообщалось, что десятки человек были возвращены на официальные пункты пересечения границы и подверглись жестокому обращению со стороны украинских властей. Это связано с тем, что военное положение в стране запрещает выезд за границу для всех мужчин в возрасте от 18 до 60 лет. По этой причине украинские пограничники отказывают в выезде трансженщинам, которые используют свои старые паспорта, где они идентифицируют себя как «мужчины»; трансмужчины с женскими идентификаторами часто слышат, что они «должны вступить в бой». Даже если их удостоверения личности совпадают с новым полом, трансфеминные лица, получающие гормональную терапию, но не подвергшиеся операции на гениталиях, подвергаются унизительному ручному досмотру. Другой проблемой является нехватка необходимых препаратов гормональной терапии для трансгендеров, лекарств от ВИЧ и других важных медицинских процедур.
Роберт Бедронь, депутат Европарламента от Польши и председатель комитета Европейского парламента по правам женщин и гендерному равенству, 1 июня написал письмо президенту Украины Владимиру Зеленскому и командующему Государственной пограничной службы Украины с просьбой ввести специальные процедуры, позволяющие трансженщинам покидать страну, несмотря на гендерную отметку в их паспортах.
В странах Европейского союза ЛГБТ-сообществу помогают волонтёры и специальные организации, предоставляющие жильё, психологическую и медицинскую помощь. Однако при этом беженцы по-прежнему могут сталкиваться с дискриминацией, особенно в странах Восточной Европы, таких как Польша, Германия и Венгрия, где традиционно сильны гомофобные настроения.
Гомосексуальные браки не запрещены на Украине, однако не признаются государством. Из-за этого представители ЛГБТ сталкиваются с тем, что в случае ранения или смерти другого партнёра не допустят в больницу или морг. Поэтому активисты инициировали петицию с требованием легализации однополых браков, которая за месяц собрала более 28 000 подписей. Зеленский поручил правительству рассмотреть возможность легализации однополых браков.

## Торговля украинскими беженцами
В январе 2023 года генеральный секретарь Организации по безопасности и сотрудничеству в Европе Хельга Шмид заявила, что после российской интервенции на Украину резко возросла торговля людьми. По словам европейского политика, чаще всего жертвами преступных группировок, которые уводят людей в рабство, становятся беженцы с Украины, оказавшиеся в принимающей стране или на границе. Кроме того, резко увеличилось количество случаев торговли беременными женщинами. 
«Эти бесцеремонные преступники встречают людей, которым нужна помощь, которым приходится зарабатывать деньги, которые не говорят на языке новой страны и зачастую имеют психологические травмы в результате войны»,— сказала Хельга Шмид в интервью Die Welt.

## Усталость от беженцев
В июне 2023 года был представлен доклад советника Еврокомиссии по Украине Лодевийка Ашера, в котором говорилось о нарастающей усталости Европейского союза от солидарности к украинским беженцам. Основная причина тому — замедление роста экономики в принимающих странах. Из-за увеличивающейся стоимости жизни в Европе, которая сказывается на семьях с низким и средним уровнем дохода, возникли условия для более успешного проникновения российской пропаганды. Также с притоком беженцев с Украины в условиях рекордной инфляции усложнился процесс создания новых рабочих мест. Из-за затянувшейся войны приостановлены процессы интеграции беженцев в принимающие сообщества. В отчёте данное явление названо «дилеммой ожидания»: люди продолжают быть со своей страной и хотят вернуться сразу после того, как она станет более безопасной, поэтому им сложно принимать решения по длительным и серьёзным программам по адаптации, например, обучению детей по образовательным системам европейских стран. В свою очередь и компании в принимающих государствах не решаются инвестировать в беженцев, так как они могут уехать в кратчайшие сроки.